# Cornigliano
Cornigliano (Cornigen in ligure) o Cornigliano Ligure (denominazione ufficiale di quando era comune autonomo) è un quartiere di Genova, Municipio VI - Medio Ponente. Situato lungo la costa nel Ponente cittadino, tra le ex-delegazioni di Sampierdarena e Sestri Ponente, con quest'ultima compone il Municipio VI Medio Ponente.
L'area di Cornigliano comprende le unità urbanistiche di "Cornigliano" e "Campi", che insieme avevano al 31 dicembre 2022 una popolazione di 14 700 abitanti. Dell'unità urbanistica di Cornigliano fanno parte anche le località di Coronata ed Erzelli.

## Geografia
Cornigliano sorge nella periferia ovest di Genova, sulla fascia costiera, a sette chilometri dal centro. È bagnata a sud dal Mar Ligure e, a est, dal torrente Polcevera, che la separa da Sampierdarena. I suoi confini occidentali con Sestri Ponente si possono rilevare nell'aeroporto Cristoforo Colombo e nella collina degli Erzelli. Infine, a nord il quartiere comprende le alture di Coronata e Monte Guano, per terminare nei pressi della località Testa di Cavallo e lungo il versante che discende verso il colle di Borzoli. A protezione delle mareggiate, lungo tutto il litorale corniglianese, vi è una diga foranea posta a circa duecento metri dalla linea di costa.
Geograficamente, fanno parte del territorio corniglianese anche le località di Coronata, sulla collina che domina il quartiere a est, di Campi, sulla sponda del Polcevera, e il polo tecnologico di Erzelli, sulla parte occidentale del quartiere.
Il territorio è scosceso, fatta eccezione per la zona pianeggiante adiacente alla costa, ampliata verso mare tramite i riempimenti effettuati tra gli anni trenta e l'immediato dopoguerra. Cornigliano per la restante parte è quindi formata da colline e vallette. Quattro crinali principali digradano verso il mare pressoché perpendicolarmente alla costa da un'altitudine massima di circa 180 metri, raggiunta nei pressi di villa Aplanati-Morsello, punto più alto della delegazione.
Da ponente a levante si individuano:
- gli Erzelli, la grande spianata ricavata tra la fine degli anni cinquanta e i primi anni sessanta con lo sbancamento della collina di Monte Croce per il riempimento a mare dell'area su cui sorge l'aeroporto di Genova-Sestri Ponente, per molti anni utilizzata come deposito di container, oggi destinata allo sviluppo delle aziende del distretto dell'alta tecnologia e prossima sede della Facoltà di Ingegneria dell'Università di Genova e dell'ospedale di vallata.
- la collina di Colombara, oggetto di forte espansione residenziale (via dei Sessanta) nel secondo dopoguerra.
- la collina di Passo Speich, rimasta invece a carattere prevalentemente naturale e rurale.
- la collina di Coronata, anch'essa fortemente urbanizzata, su cui si sviluppa l'omonimo borgo.

Fatta esclusione per il torrente Polcevera, la situazione idrografica del quartiere è caratterizzata dalla presenza di diversi rivi minori, di scarsa rilevanza per lunghezza, portata e ampiezza del bacino idrografico. Essi scorrono nelle vallette che si sviluppano fra i crinali sopra descritti.
Da ponente a levante si individuano:
- il Rio Secco, che ha origine a nord del casello autostradale di Genova Aeroporto. Scorre per circa 300 metri in superficie per proseguire tombinato al di sotto delle infrastrutture che collegano l'autostrada A10 alla viabilità ordinaria. Dopo un percorso di circa 1,75 km, il rio confluisce nel collettore principale dell'area ILVA aeroportuale.
- il Rio San Pietro o Rio Carlone, affluente di destra del Rio Roncallo, che ha origine all'estremità settentrionale del parco urbano di Valletta Rio San Pietro. Scorre all'interno del parco, fra le colline di Colombara e Passo Speich, per circa 600 metri, prima di immettersi nel percorso tombinato che caratterizza la sua parte terminale, lungo Via Villa Carbone e Via Cervetto. Dopo un percorso totale di circa 850 metri, il rio confluisce nel Rio Roncallo, all'altezza dell'incrocio con Via Agosti.
- il Rio Roncallo, che ha origine a Coronata, a valle dell'incrocio fra Via Monte Guano e Via San Giacomo Apostolo, ad una quota prossima ai 135 metri s.l.m. Scorre nel suo letto naturale lungo la valletta tra la collina di Passo Speich e quella di Coronata per circa 450 metri. Prosegue quindi tombinato, con brevissimi tratti all'aperto nel tratto immediatamente a monte di Via Agosti e lungo il percorso della via stessa. Dopo aver raccolto le acque del Rio San Pietro, il suo percorso continua nel sottosuolo di Piazza Rizzolio, di Via Cornigliano e di alcune proprietà private, per poi seguire il percorso di Via Brighenti e Piazza Metastasio, attraversare la ferrovia e confluire nel collettore dell'area industriale ex-Italsider, parallelo alla linea ferroviaria, che sfocia in mare al di sotto dell'area aeroportuale. Il Rio Roncallo è esondato apportando significativi danni durante l'alluvione di Genova del 2010 ed in due occasioni nel 2014, causando l'allagamento di Via Agosti e Via Cervetto e contribuendo in maniera significativa all'allagamento di Via Cornigliano e della parte a mare del quartiere.

## Storia

### Dalle origini alla villeggiatura del XVIII secolo

Antico Stemma del comune di Cornigliano Ligure

Secondo lo storico cinquecentesco Giustiniani - che nel XVI secolo redasse gli annali della città - il nome della località potrebbe derivare dalla Gens Cornelia, la famiglia romana dei Cornelii, che avrebbe posseduto terreni nella zona pianeggiante tra il torrente Polcevera e Sestri, nel luogo chiamato ager cornelianum che significa campo dei Cornelii.
Ma secondo altri storici l'origine del toponimo è ancora più antica ed è da attribuire ad un'antica tribù ligure, quella dei Veturii che nell'età del ferro dominava il territorio compreso tra il torrente Polcevera ed Arenzano. Il nome deriverebbe da Corito di Giano, derivando dall'antico ligure Cor (Corito) - ni (di) - gien (Giano).
Altre e più recenti fonti riferiscono della Cornigliano intorno all'anno 1000: il paese era sparso lungo il declivio collinare, vigilato da una fortificazione posta in alto che aveva soprattutto il compito di difendere l'accesso al ponte sul Polcevera ed era composto da tre terzieri controllati dai nobili Carmandino.
Antecedente a quel periodo è tuttavia la costruzione originaria della badia di Sant'Andrea, edificata su uno scoglio (non più esistente) che prese il suo nome, posto ai piedi della collina degli Erzelli. Per ampliare la costruzione, nel XII secolo la badia fu ricostruita in una zona collinare, così come è visibile adesso.

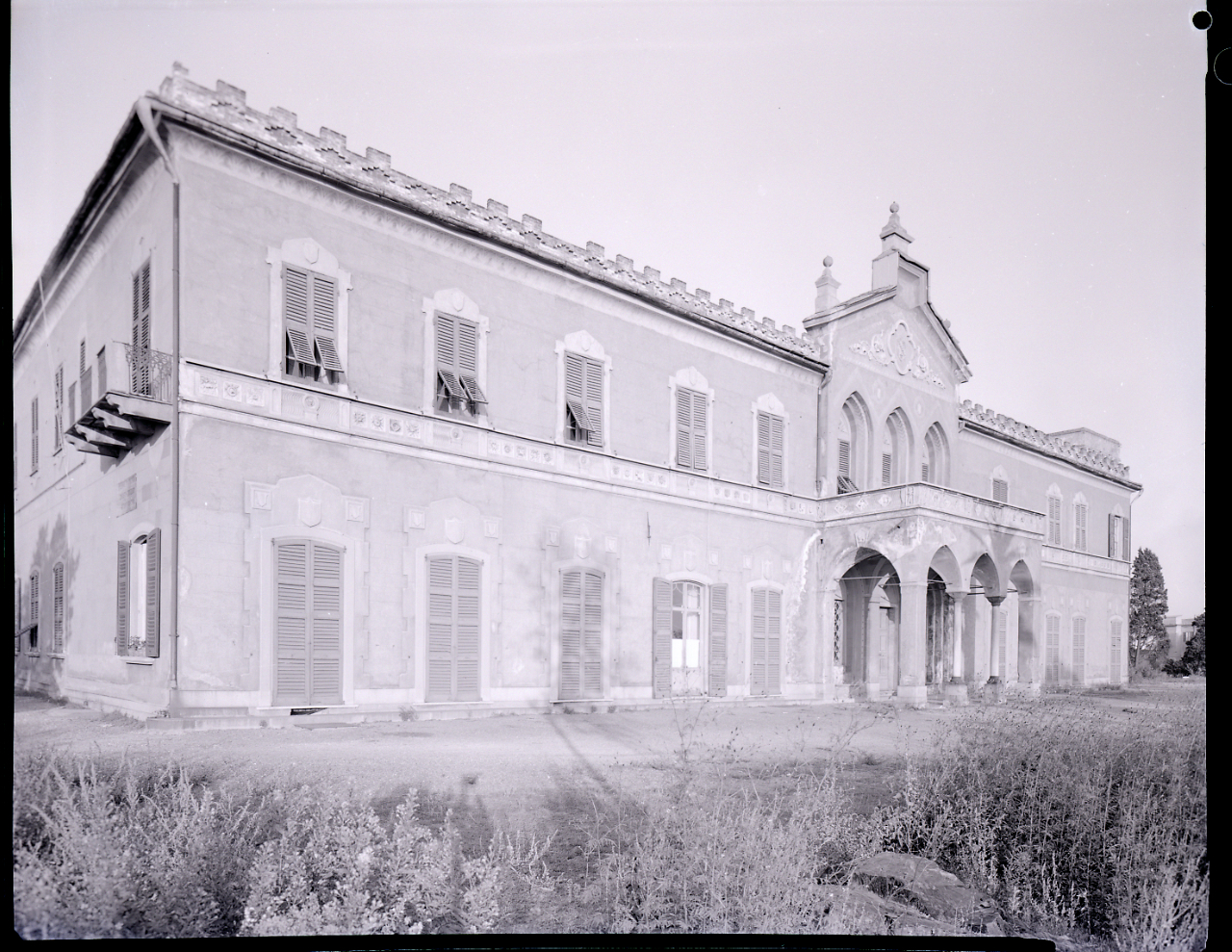
Badia di Sant'Andrea. Foto di Paolo Monti, 1963.

Nella località, che anticamente e fino a non molti decenni fa era una splendida località rivierasca e che Francesco Petrarca cantò come splendido luogo di villeggiatura fuori le mura di Genova, sempre secondo Giustiniani, vennero costruite nei secoli successivi almeno trenta ville nobiliari, sorte come residenze estive delle principali famiglie genovesi.
Tra i primi insediamenti nobiliari di villeggiatura (sono noti dati precisi per il principio del Quattrocento) si trovano quelli dei Doria a Campi; degli Spinola, Gentile, Pallavicino e De Mari a Cornigliano. Poco si sa delle architetture dell'epoca, di cui sopravvivono solo pochi elementi riconoscibili, certamente raffinate, ma probabilmente molto diverse dai volumi monumentali costruiti a partire dall'inizio del Cinquecento e tuttora esistenti.
La costruzione e l'aggiornamento dei palazzi di villeggiatura dell'aristocrazia continuò fino alla caduta della Repubblica di Genova, avvenuta alla fine del XVIII secolo: nel 1752 incominciava la costruzione della grandiosa villa Durazzo, trionfo del rococò, in seguito eletta a residenza estiva del principe di Savoia, e pochi decenni più tardi venivano rifatti in stile neoclassico due dei palazzi Serra.
Tra Sette e Ottocento Cornigliano era una tappa di passaggio del cosiddetto Grand Tour ed era ammirata da molti visitatori, anche celebri. La via principale era un ininterrotto susseguirsi di ville in cui soggiornarono poi personaggi come la regina Maria d'Austria, Foscolo, Manzoni, Mazzini. 

### XIX secolo: un borgo di agricoltori, pescatori e villeggianti

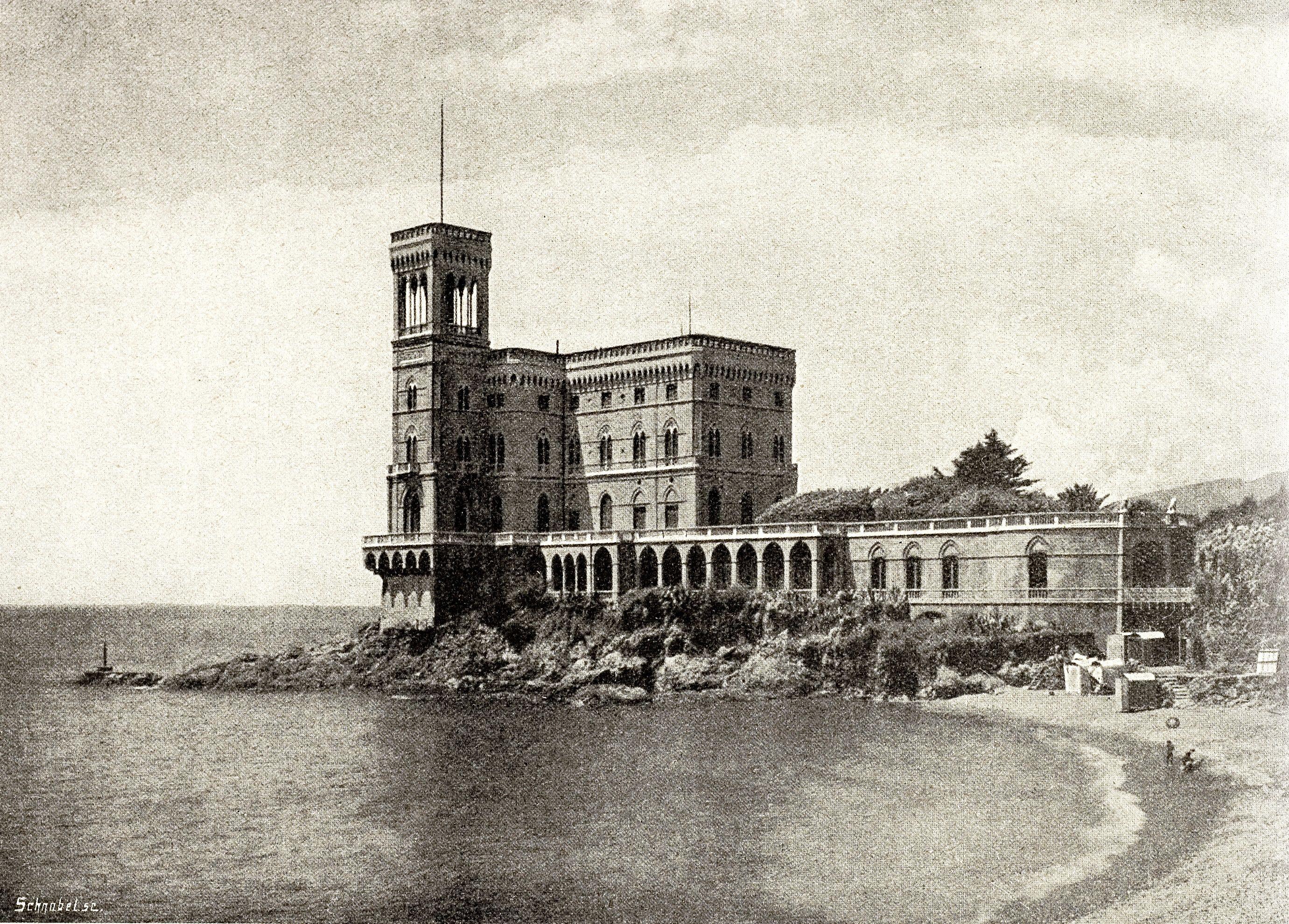
Il Castello Raggio in una fotografia dei primi del Novecento

Nel XIX secolo il paese prese la denominazione di Cornigliano Ligure e con il catasto napoleonico del 1808 l'utilizzo del terreno corniglianese fu documentato accuratamente. Sempre dai dati napoleonici, la popolazione residente risulta essere di 2 652 abitanti nel 1806 e 2 296 nel 1812. Ciò che però risalta da questi e da altri dati ancor più antichi, è la povertà: a fronte di quasi 500 famiglie, le abitazioni sono poco più di 200 (e molte sono grandi ville nobiliari unifamiliari), a conferma che le coltivazioni e le poche fabbrichette esistenti di abbigliamento femminile, biacca, sapone, calce e pelli non erano molto redditizie.
Nella seconda metà del secolo il paese si trasforma principalmente in un piccolo borgo di pescatori con notevoli ambizioni turistiche balneari, rilanciate quando, alla fine del secolo, il facoltoso imprenditore e politico Edilio Raggio fece costruire sullo scoglio di Sant'Andrea, a fare da sfondo alla spiaggia piena di stabilimenti balneari, l'omonimo castello in stile liberty, sul modello del triestino Miramare.
All'epoca l'allora Comune di Cornigliano era composto da quattro piccoli agglomerati (il Borgo, ai piedi del ponte sul Polcevera, formatosi attorno alla piazza crocevia delle strade per la Marina, Sampierdarena, la Val Polcevera, ed il ponente; la Marina, posta a ridosso della spiaggia; Campi, lungo la strada che risaliva il Polcevera; la Colombara, formata dalle abitazioni arroccate sulla scogliera e sulla retrostante collina poste a ponente). Tutt'attorno, in particolare lungo l'originario tracciato della via Aurelia, l'allora strada principale (attuali vie Tonale e Cervetto), vi erano ville e campi coltivati.
Nel 1861 si rilevano 3 615 abitanti, nel 1881 invece 4 765.

### 1890-1960: lo sviluppo demografico e industriale

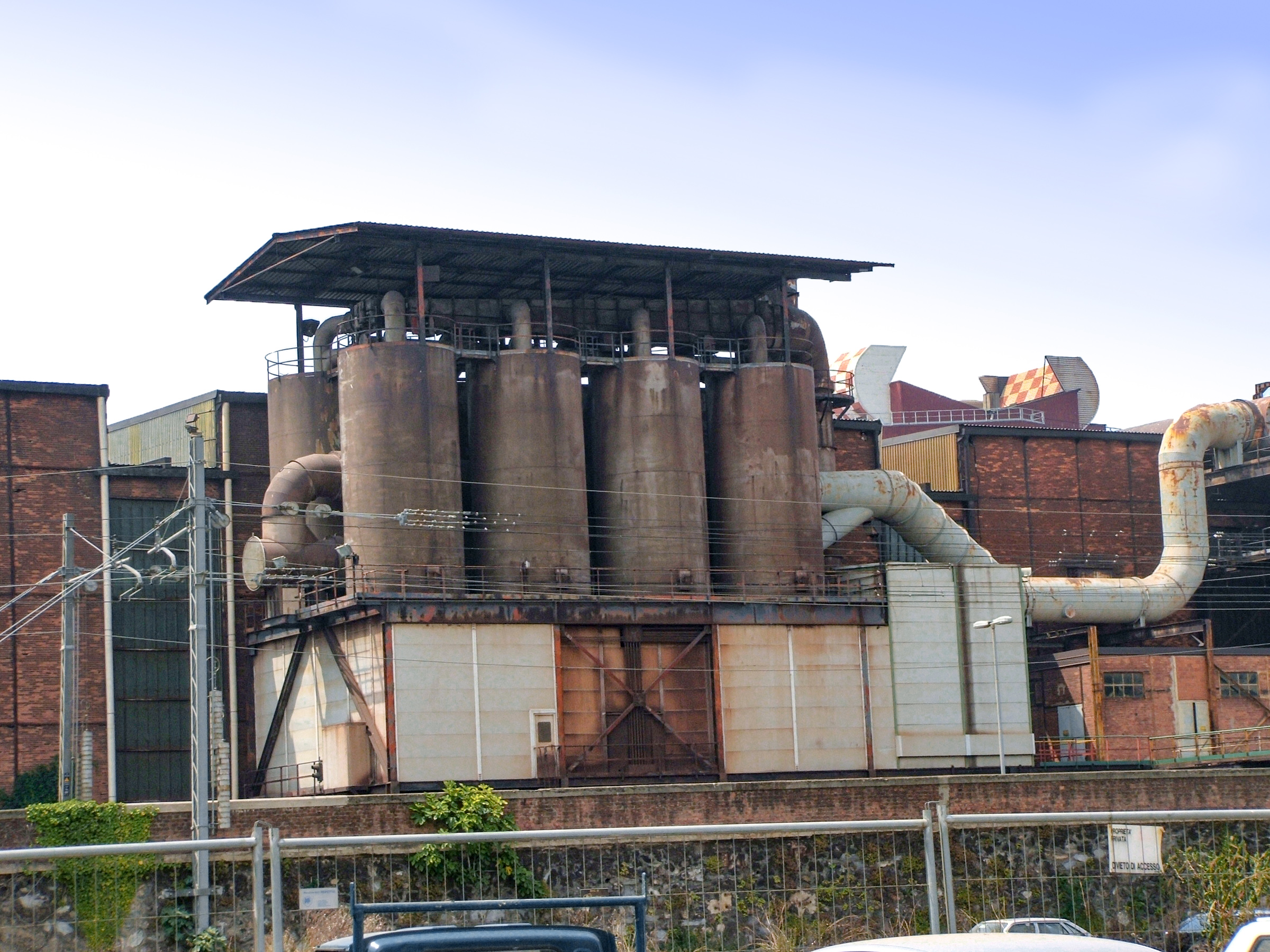
Una parte del vecchio impianto Italsider in prossimità della stazione ferroviaria nel 2006

Lo scenario muta completamente a partire dall'ultimo decennio del secolo, in cui il fenomeno di urbanizzazione che si andava sviluppando a Genova coinvolge anche Cornigliano, un sito potenzialmente molto produttivo perché vicino al porto e agli stabilimenti industriali di Sampierdarena, che proprio in quegli anni si estesero anche alla riva destra del torrente Polcevera. L'armatura di questa trasformazione è costituita dalla nascita dell'Ansaldo, prima grande industria del posto. Già nel 1911 si contavano ben 67 opifici in tutto il territorio comunale, che davano lavoro a oltre 3 000 operai.
Tra il 1881 e il 1901 la popolazione risultava quasi raddoppiata (+91,8%), e un incremento anche maggiore si ebbe nei primi vent'anni del secolo, nei quali Cornigliano passò dai 9 139 abitanti del 1901 ai 19 163 del 1921. Sulla spinta di questi avvenimenti si iniziò a valutare l'annessione di Cornigliano alla Grande Genova, progetto di un'ampia città metropolitana mista di zone residenziali, industriali e terziarie. Nel 1919, tuttavia, il sindaco di Sestri Carlo Canepa propose un progetto di città industriale con fulcro in Sestri e Cornigliano, basato su una solida rete infrastrutturale, con il raddoppio a monte della ferrovia (e la linea a mare a uso esclusivo del porto), la realizzazione di un nuovo asse stradale a monte dell'abitato, con la duplice funzione di collegamento veloce e di supporto della nuova edificazione collinare e un sistema la rete tranviaria con diramazioni verso il Polcevera e duplice collegamento con il centro. Completava il progetto la costruzione di una vasta area residenziale composta da case con giardino e ampie strade su modello del quartiere signorile della Foce, che si sarebbe collocato nella valle e sulle colline che dividono Sestri e Cornigliano, da spianare in parte. Questo schema venne però accantonato quando, con il regio decreto-legge n. 74 del 14 gennaio 1926, nell'ambito della creazione della Grande Genova, i comuni di Cornigliano Ligure e Sestri Ponente furono aggregati a quello di Genova, la cui nuova entità amministrativa divenne operativa dal 1º luglio 1926.
In questi anni, quella che era un'amena località in riva al mare si trasformò in uno dei primi quartieri industriali edificati in Italia (già nel censimento del 1911 il 20% della popolazione residente risultava occupata nell'industria). Sorsero capannoni e opifici destinati a durare diversi decenni e a diventare, insieme al porto, la maggiore forza industriale-operaia genovese. Nel 1938 fu progettato da Agostino Rocca e Oscar Sinigaglia un grande impianto siderurgico a ciclo integrale. Terminato nel 1942, non entrerà mai in funzione perché dopo l'armistizio verrà smontato dalle truppe tedesche presenti in città e trasferito in Germania.
Nel 1926 nasce in zona la fabbrica dolciaria Caramelle San Giacomo (poi Dufour SpA), dal nome della villa che ospita parte dell'azienda, di proprietà della famiglia Dufour, famiglia di imprenditori con numerosi interessi nel ponente genovese. La fabbrica rimarrà attiva fino alla crisi aziendale tra la fine degli anni '70 e gli anni '80.
Nel dopoguerra l'impianto siderurgico fu nuovamente ricostruito e nel 1953 entrò in funzione. Fu in questa fase che venne demolito il castello Raggio. per ricavare spazi per le acciaierie verso ponente e per l'aeroporto "Cristoforo Colombo" davanti a Sestri Ponente; la demolizione iniziò tramite delle cariche esplosive il 14 aprile 1951. Cornigliano divenne così un sobborgo industriale destinato a ospitare la nuova industria siderurgica pesante, proprio da Raggio impiantata per primo nella località. L'impianto entrò in funzione nel 1953 e registrò un ulteriore ampliamento alla fine degli anni cinquanta, che lo portò ancora più a ridosso delle case.
Sotto l'impulso dell'industria, fonte per anni di migliaia di posti di lavoro, la popolazione, già in aumento, registrò una secondo esplosione demografica, al termine della quale Cornigliano arrivò a sfiorare i 30 000 abitanti (28 999 al censimento del 1961). Grande apporto all'incremento della classe operaia residente provenne dall'immigrazione, in particolare dall'Italia meridionale, di persone in cerca di occupazione.

### Fra il 1970 e il 1990: il degrado industriale e la flessione demografica

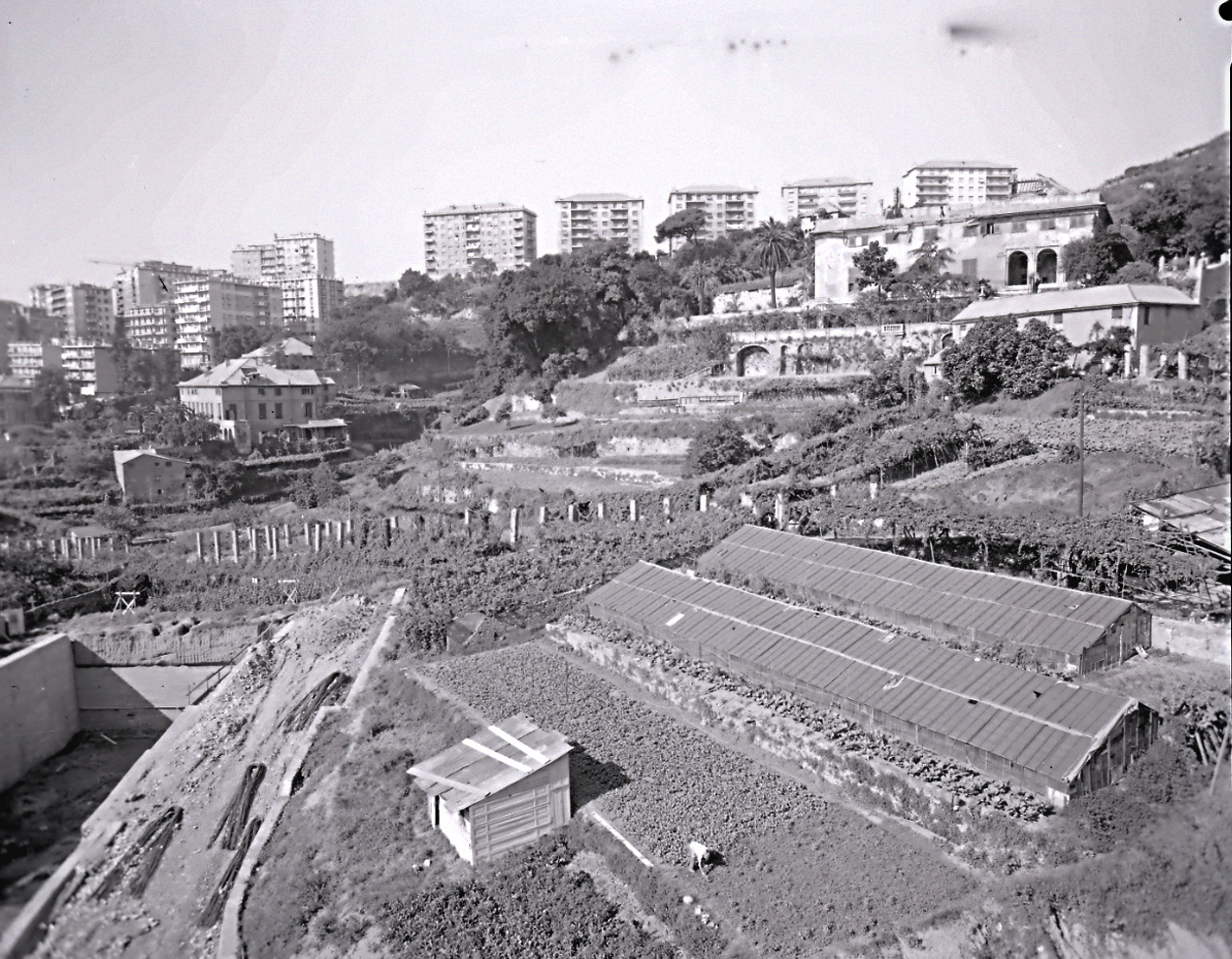
Veduta di Cornigliano in una foto di Paolo Monti del 1963.

Dal dopoguerra in poi Cornigliano, dopo aver perso lo sbocco al mare e l'antica e rinomata vocazione di villeggiatura per dar spazio agli stabilimenti industriali, venne effettuato un riempimento a mare di oltre mezzo chilometro per tutta la lunghezza del quartiere. Con la crisi siderurgica, tuttavia, perse progressivamente anche il suo peso industriale. Molte delle ville nobiliari di cui la delegazione era ricca furono demolite e il tessuto sociale e urbano andò degradandosi.
Inoltre, con il censimento del 1971 furono ridefiniti i confini territoriali dell'ex-circoscrizione di Cornigliano, che cedette così aree occidentali e settentrionali rispettivamente a Sestri Ponente e Rivarolo e vide ridotta la sua zona territoriale storica. Questi due fattori motivano la flessione demografica che Cornigliano registrò in tale censimento (gli abitanti scesero a 21 862) e, con costanza, nei successivi: gli abitanti scesero a 19 452 nel 1981 e a 16 668 nel 1991, con flessioni rispettivamente dell'11 e del 14,3%. Tale calo di popolazione andava in netta controtendenza alla demografia cittadina e in particolare dei quartieri del ponente, in piena ascesa negli anni settanta e nei decenni successivi oggetto di uno spopolamento meno vistoso rispetto a Cornigliano.
Il processo di spopolamento proseguì sino agli anni novanta, principalmente a causa della bassa natalità nazionale e di Genova in particolare, ma aggravato da un movimento migratorio che, sebbene mitigato rispetto agli anni precedenti dai significativi arrivi di cittadini stranieri, risultava comunque in passivo.
La delegazione si trovò in quel periodo a fare i conti con l'ingombrante eredità industriale, con edifici in disuso e i disagi portati dalla convivenza con gli impianti: secondo Legambiente, nel 1999 via Cornigliano, principale direttrice viaria che attraversa la delegazione, era la strada con il più elevato inquinamento acustico d'Italia, con picchi di 80 decibel. Negli anni che vanno dal 1991 al 2004 inoltre si verificarono alcuni incidenti all'altoforno: nel 1991 esplosione del crogiolo dell'Afo 2; nel 2004 perdita di ghisa liquida a 1550 °C. Sempre secondo i dati di Legambiente, il tasso di insorgenza di tumori nel quartiere era quattro volte superiore che nel resto della città ed erano presenti elevati tassi di inquinamento atmosferico.

### La riqualificazione del nuovo millennio

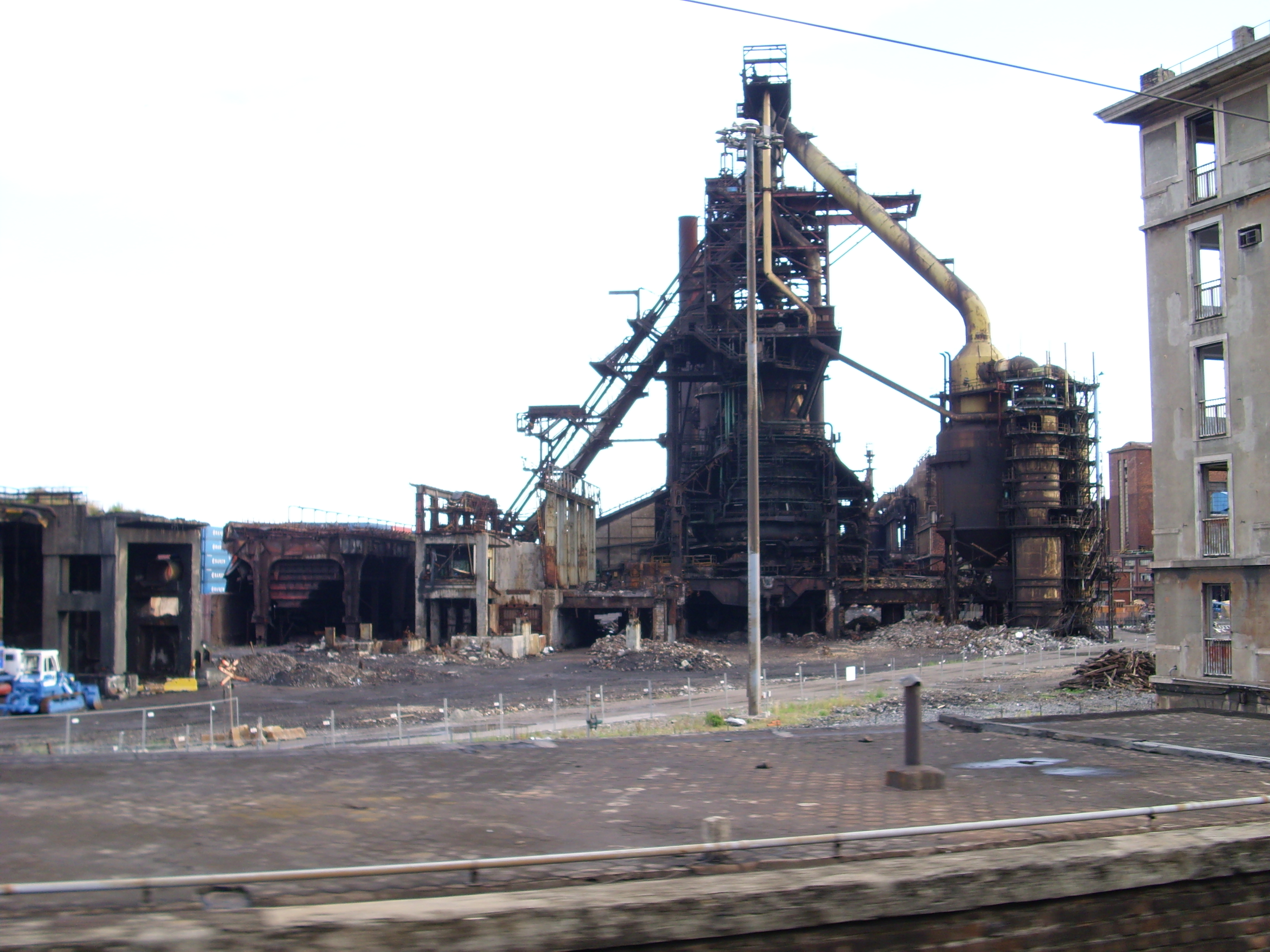
La demolizione dell'altoforno (2005)

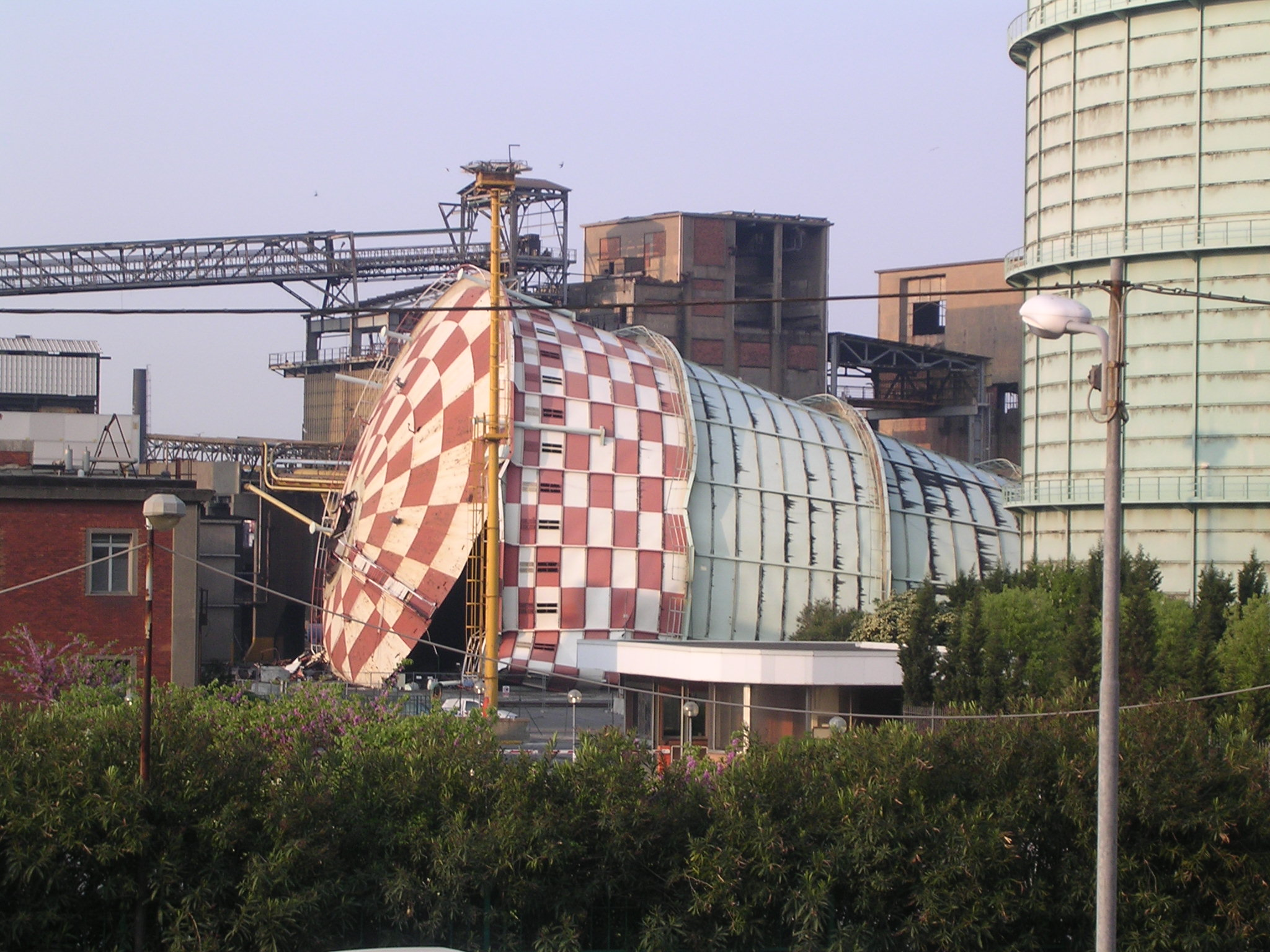
Il minore dei due gasometri a terra in seguito all'abbattimento (2007).

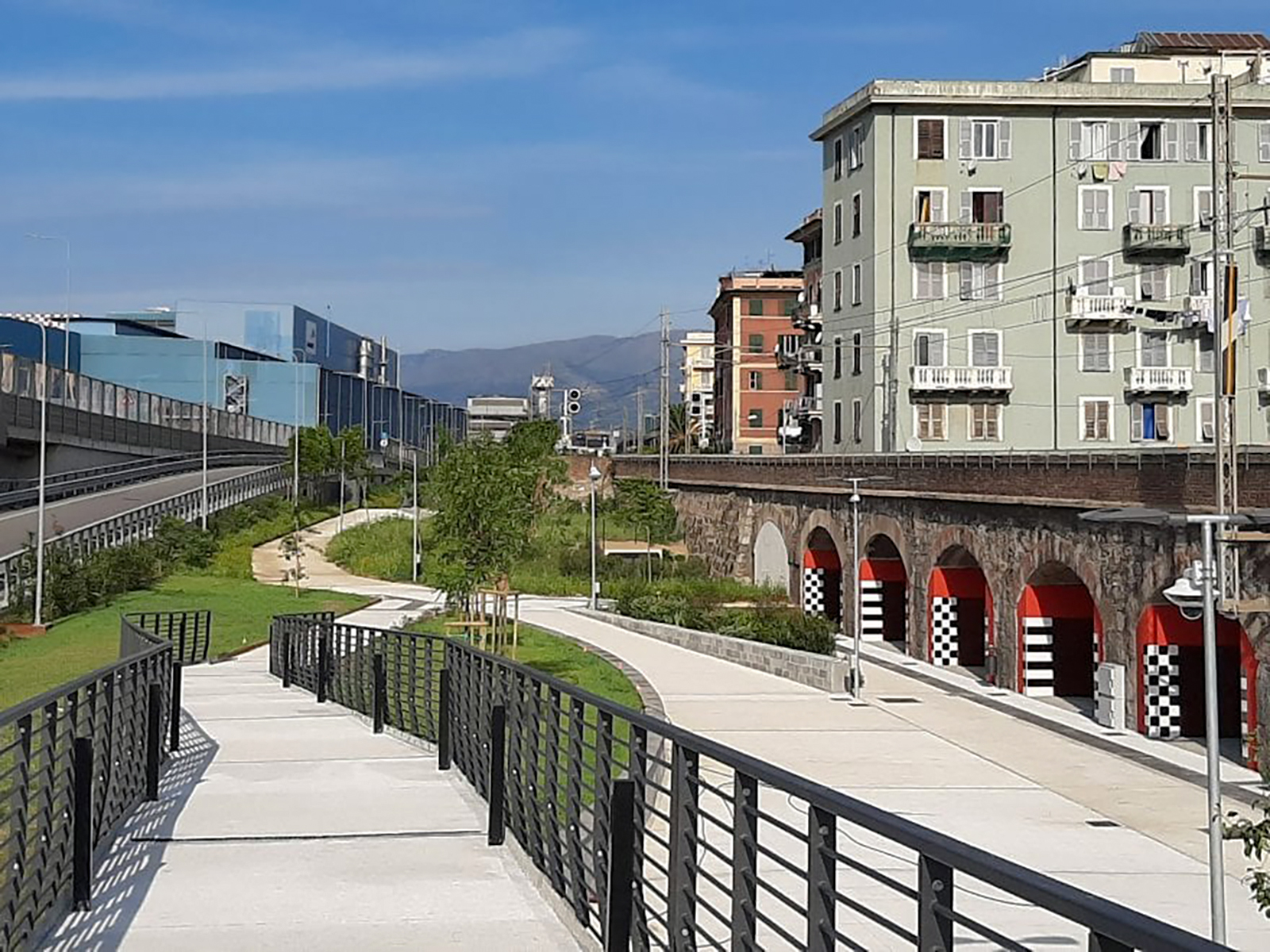
Il giardino lineare, inaugurato nel 2019

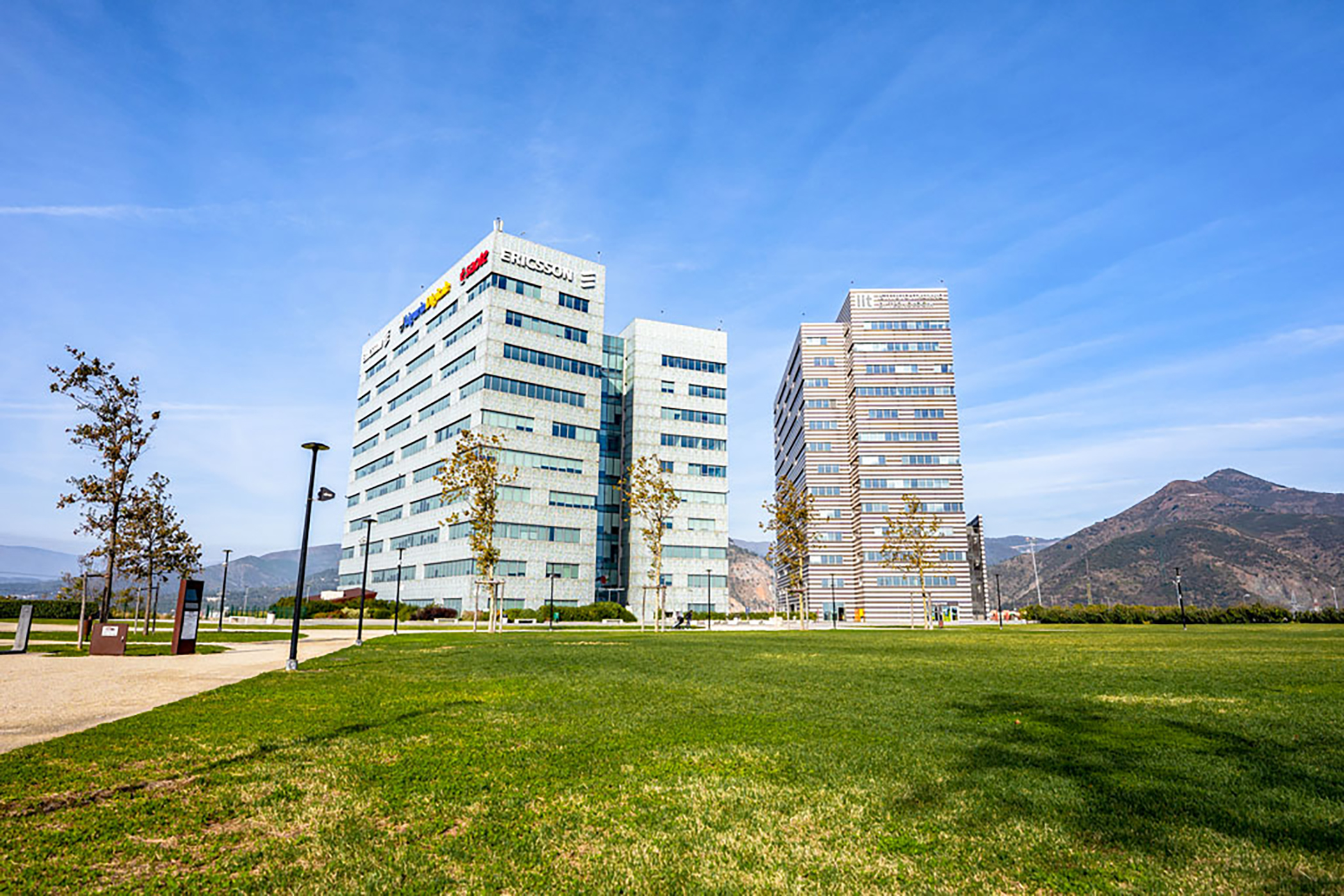
Una parte del nuovo Campus Erzelli nel 2022

Terminata l'era delle grandi industrie a partecipazione statale e la crisi operaia, con il passaggio a una fase post-industriale nella quale vengono privilegiati i servizi, Cornigliano è stata oggetto di importanti interventi di riqualificazione, per identificare una propria fisionomia e un nuovo equilibrio socio-urbanistico.
Già a partire dalla fine degli anni ottanta ai primi anni 2000 erano stati effettuati sporadici interventi per recuperare il tessuto urbano del quartiere. Fra questi la ristrutturazione di villa Spinola Narisano, in cui era stato realizzato un centro civico di quartiere, e Villa Gentile Bickley, nuova sede della biblioteca; la riqualificazione dell'area industriale ex-Dufour; il collegamento di Via Pellizzari e Via Cervetto tramite l'abbattimento dell'edificio ex-cinema, oramai obsoleto e la ristrutturazione della dimora storica adiacente; la realizzazione del parco urbano "Valletta Rio San Pietro", grande area verde immediatamente alle spalle dell'abitato.
La chiusura dell'altoforno nel 2005, preceduta da quella della cokeria nel 2002, ha portato a un significativo miglioramento delle condizioni ambientali del quartiere. La lavorazione a caldo, maggiormente inquinante, è stata così definitivamente dismessa, e vi è stato un completo rinnovo estetico e funzionale del polo siderurgico, che ha puntato unicamente sulla lavorazione a freddo, campo in cui il rinnovato stabilimento risulta uno dei maggiori in Europa. Sono stati abbattuti quasi tutti gli edifici preesistenti, obsoleti e non più funzionali, e sostituiti con moderni capannoni di colore azzurro. Nel 2010 è stata effettuata anche la demolizione degli elettrofiltri, l'ultima porzione rimasta del vecchio stabilimento ex-Italsider. L'industria occupa 1094000 m², di cui 44 000 di proprietà e 1 050 000 in diritto di superficie. In seguito all'inchiesta aperta nel 2012 sullo stabilimento di Taranto, l'Ilva ha subito un periodo di commissariamento straordinario, terminato con l'indizione di una gara internazionale, che ha decretato l'acquisizione dell'azienda da parte del gruppo ArcelorMittal.
La chiusura della lavorazione a caldo era una delle azioni ricomprese nella versione definitiva dell'accordo di programma siglato nel 2005 da diversi ministeri e dagli enti locali geograficamente interessati con l'Ilva, che ha parallelamente riconsegnato oltre 300000 m² alla disponibilità pubblica. Secondo l'accordo di programma, la porzione di quest'area posta a mare rispetto alla ferrovia e più periferica rispetto al quartiere è stata ripartita in 144000 m² destinati ad attività portuali, e in una fascia di terreno parallela alla linea ferroviaria, destinata alla realizzazione della nuova viabilità di scorrimento veloce del quartiere lungo la direttrice est-ovest, ultimata nel 2015, alla sua connessione diretta con l'autostrada, conclusa nel 2019, e alla realizzazione di un giardino lineare posto fra il nuovo asse viario e la ferrovia, completato nel 2019.
A monte della ferrovia la dismissione ha riguardato ulteriori 60000 m², compresi fra Villa Durazzo Bombrini (di cui un tempo erano pertinenza), l'abitato, il torrente Polcevera e la ferrovia. La riconversione di quest'area è in capo a Società per Cornigliano SpA, società pubblica che ha acquisito i terreni ed è incaricata della bonifica e della riqualificazione urbana del comprensorio, oltre che dell'esecuzione di una serie di interventi nel quartiere previsti dall'accordo di programma del 2005. Nel 2006 sono iniziati i lavori di demolizione degli edifici presenti. Per riavvicinare quest'area ex-industriale alla frequentazione della cittadinanza, vi si è tenuta l'edizione di quell'anno del Goa-Boa Festival, che ha visto tra gli altri la partecipazione di Carmen Consoli, Fabri Fibra e Club Dogo. Il simbolo concreto del cambiamento è stato però, nel 21 aprile 2007, l'abbattimento del primo dei due gasometri che con la loro mole avevano connotato per decenni il panorama di Cornigliano, avvenuto tramite l'utilizzo di alcune cariche di esplosivo, con ampio risalto sui media locali. L'abbattimento del secondo gasometro, di dimensioni maggiori (alto 98 metri), è invece stato effettuato smantellandolo nel corso dell'anno successivo.
Altro intervento vide la creazione di un grande parco scientifico-tecnologico sulla collina degli Erzelli, in seguito al quale la spianata, utilizzata fino al 2009 principalmente come deposito container, è stata destinata a ospitare un parco e un polo nazionale denominato Campus Erzelli, volto a ospitare l'Istituto Italiano di Tecnologia, imprese del campo delle comunicazioni e delle tecnologie avanzate, la facoltà di ingegneria dell'Università degli Studi di Genova e il nuovo grande ospedale del Ponente cittadino. Nei nuovi edifici hanno preso sede gli uffici di alcune grandi aziende, fra cui Ericsson che ha inaugurato la propria sede il 24 maggio 2012, Siemens nel 2014, Esaote nel 2016 e la società pubblica Liguria Digitale. Contestualmente sono state attivate attività commerciali e di servizi, la centrale di trigenerazione e un ampio parco pubblico, aperto nel 2019, dedicato negli anni successivi anche a grandi concerti all'aperto ed eventi. La viabilità stradale è stata ampliata, tramite l'adeguamento delle strade di connessione con l'aeroporto e l'autostrada A10 (Via Melen), con Sestri Ponente (Via Sant'Elia) e con Via dell'Acciaio in località Calcinara (strada panoramica Via Perotto). La linea di trasporto pubblico urbano AMT ha previsto tre linee a servizio degli Erzelli, la stazione ferroviaria di Cornigliano e Sestri Ponente. Un ulteriore collegamento stradale a Erzelli sarà con l'antistante Via Monte Guano da Coronata, con la riqualificazione del Forte Monte Guano e dell'area circostante, da destinare a parco urbano. In progetto è anche un impianto di trasporto pubblico (tramite funivia o funicolare) per il collegamento dell'area con Via Siffredi, la linea ferroviaria e l'aeroporto. Il progetto, su un'area totale di 440000 m², è curato dalla società Genova High Tech Spa, fondata nel 2005 e partecipata da Intesa Sanpaolo, Banca Carige, EuroMilano Spa e Aurora Costruzioni.
Nel marzo 2022 sono stati terminati i lavori di completa riqualificazione dell'ampia via Cornigliano e poi, successivamente, delle varie piazze e vie adiacenti.

## Ville di Cornigliano
(Goffredo Casalis, 1839)

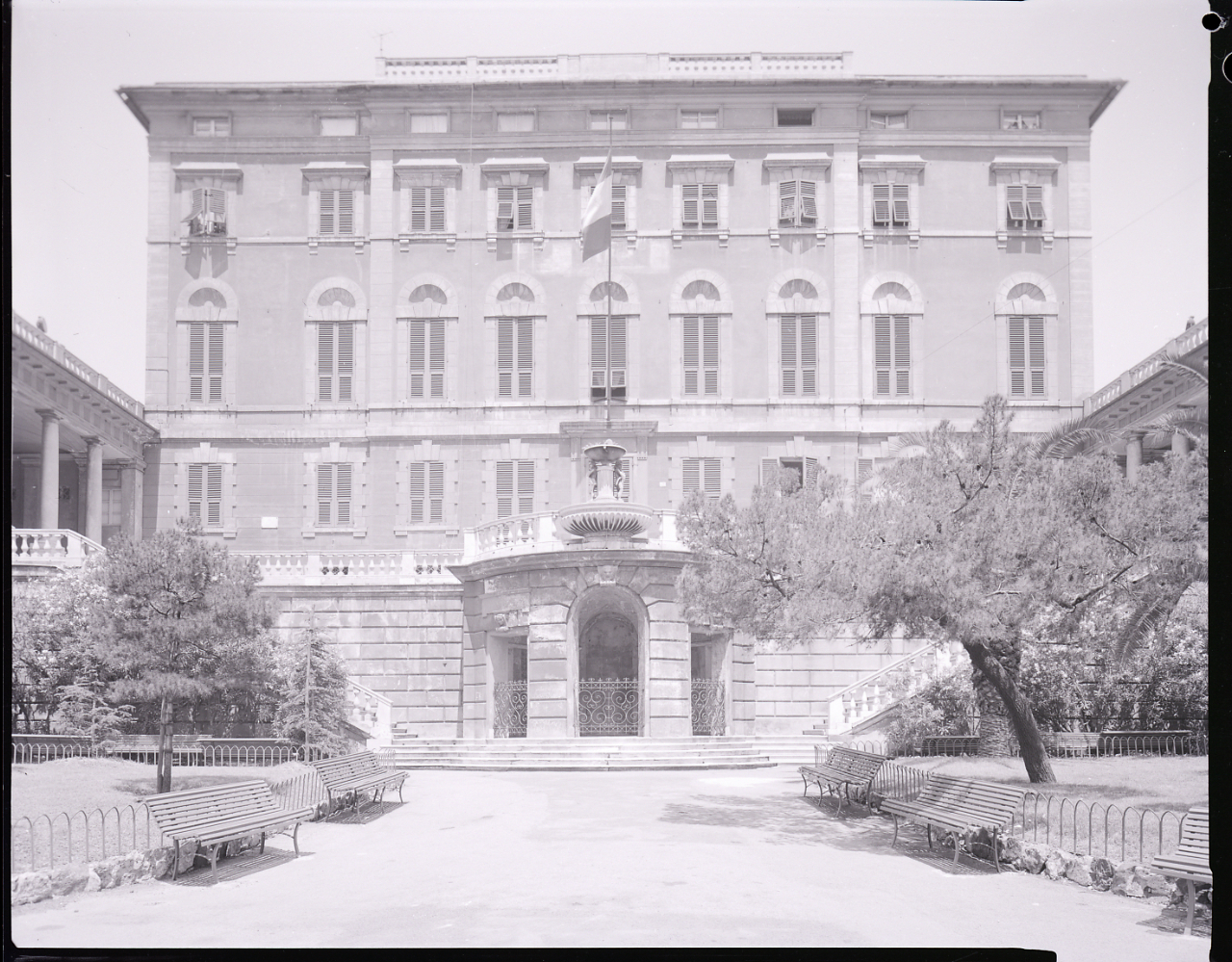
Villa Pallavicini Serra in una foto di Paolo Monti del 1963

A testimonianza del suo antico splendore Cornigliano possiede tuttora numerose ville nobiliari (circa 50, incluse quelle di Coronata), appartenute a famiglie nobili genovesi che soggiornavano nel borgo nel periodo estivo. Edificate fra il Quattrocento ed il Settecento, hanno subito nei secoli successivi sorti molto diverse, e spesso gran parte delle caratteristiche originarie sono state perdute in seguito alla lottizzazione dei giardini ed all'abbandono o ai pesanti rimaneggiamenti subiti dai palazzi in seguito a cambi di destinazione d'uso. Tuttavia le ville nel loro insieme costituiscono tuttora un sistema ben riconoscibile e di grande rilevanza storico-artistica.

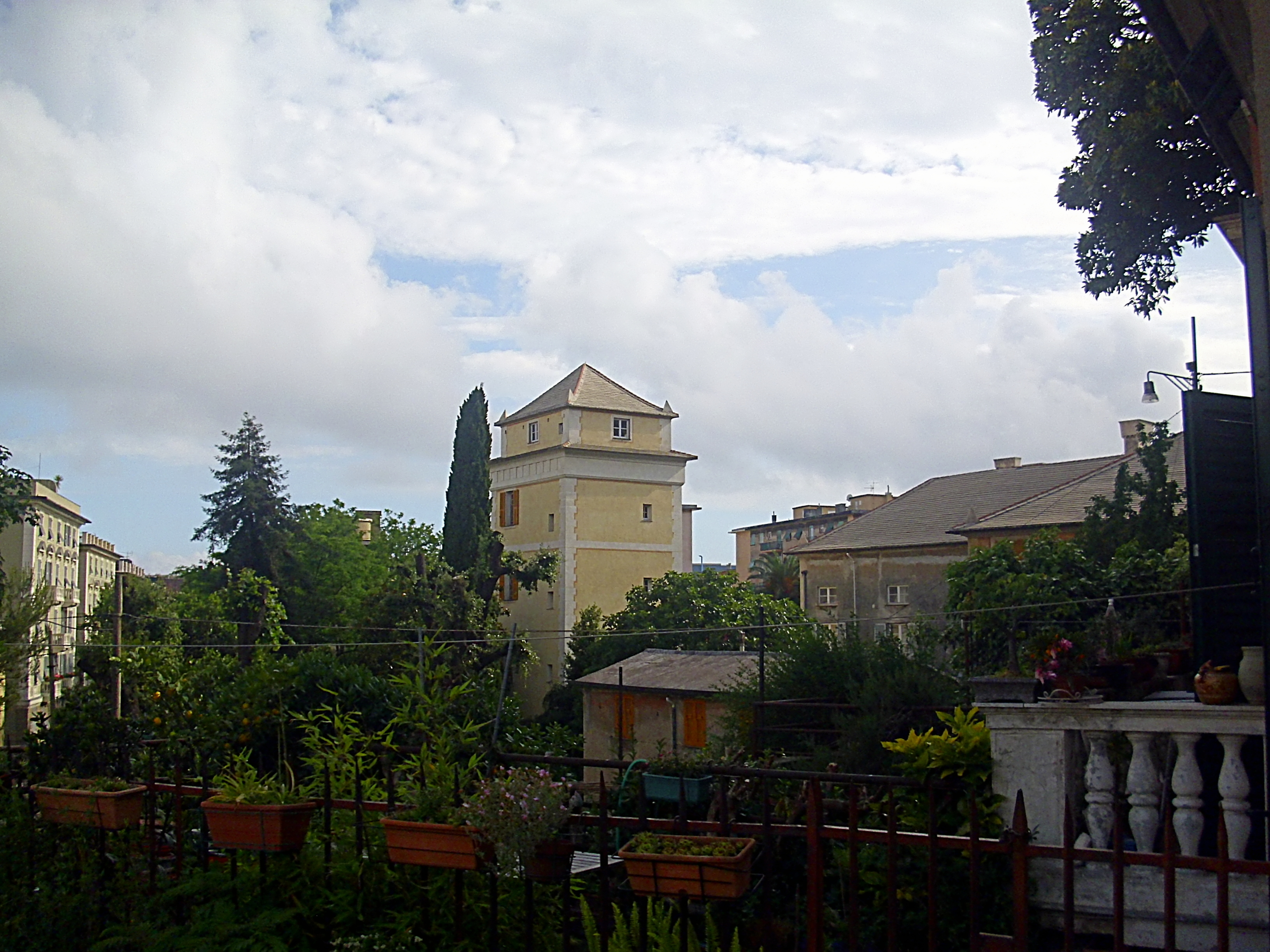
La torre difensiva di villa Spinola Dufour di Levante

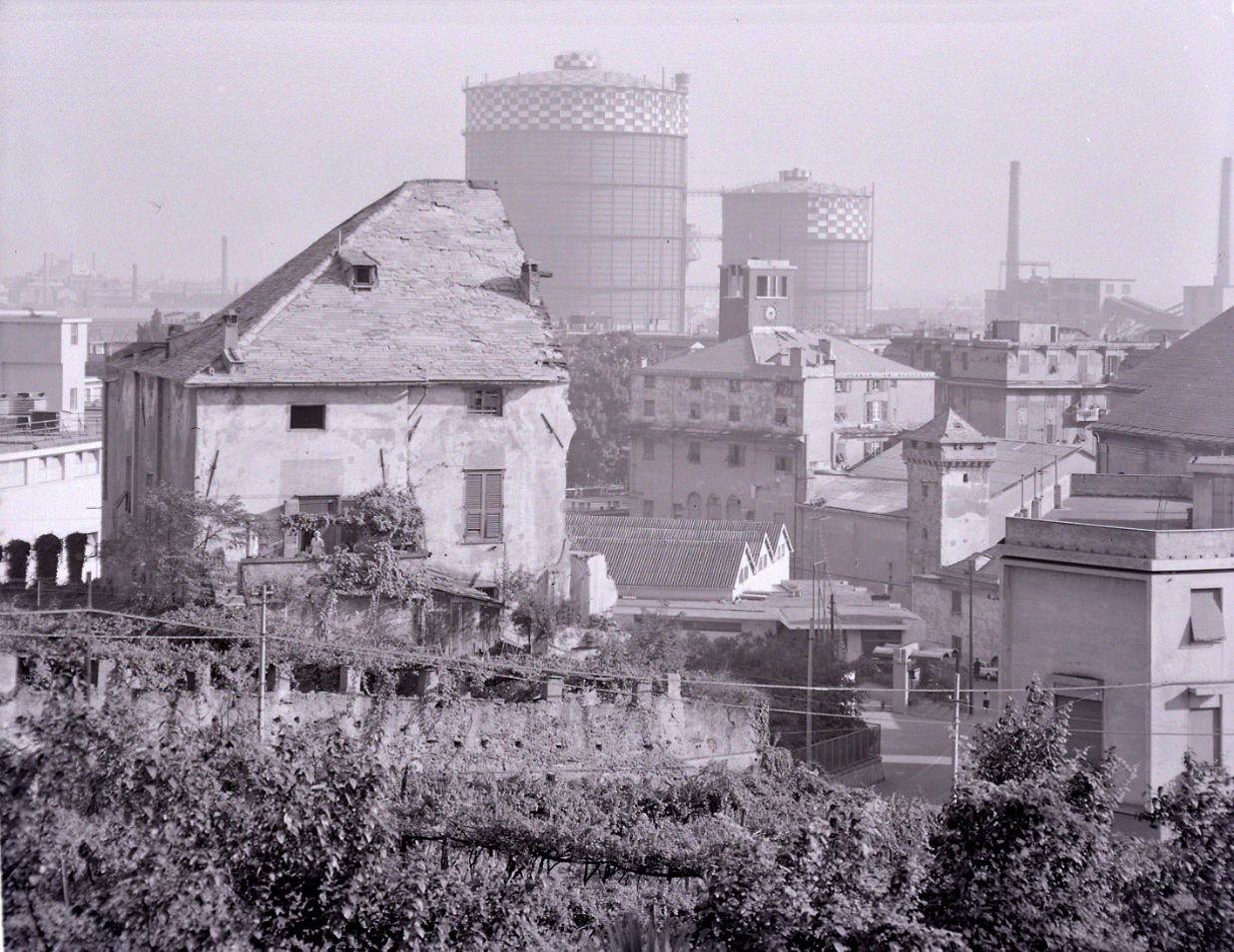
Una foto di Paolo Monti del 1963: sulla sinistra i resti di villa Doria Pallavicini Doria Cevasco, pesantemente danneggiata dai bombardamenti della seconda Guerra Mondiale, mentre sulla destra la torre (ora isolata) che era parte dell'adiacente palazzo Spinola Muratori. Sullo sfondo incombono i gasometri delle acciaierie. I resti della villa sono stati demoliti nell'aprile 2024.

A partire dagli anni 2010 si è intensificata l'attività di valorizzazione del patrimonio, con nuovi studi e ricerche, ma soprattutto ristrutturazioni e restauri. Dal 2015, in occasione dei Rolli Days l'Ascovil (Associazione per la tutela e la valorizzazione dei palazzi di villa di Cornigliano) con il supporto del Comune di Genova si occupa dell'apertura di numerose ville pubbliche e private anche con percorsi guidati lungo l'antico asse viario che collegava Genova col Ponente.
Tra le più significative, da levante a ponente:
- Villa Cattaneo delle Piane (detta dell'Olmo), a Campi, sede della Fondazione Ansaldo.
- Villa Imperiale Casanova, a Campi. Palazzo di metà Cinquecento affacciato sul torrente Polcevera mediante un grande parco, poi lottizzato e oggi occupato da edifici, ad uso di attività commerciali, in parte disposti simmetricamente rispetto all'antico edificio.
- Villa Durazzo Bombrini, la più prestigiosa del sistema delle ville di Cornigliano, tanto da diventare per breve tempo dimora principesca dei Savoia. È stata a lungo sede dell'Ilva, quindi nel 2008 viene acquistata dalla Società per Cornigliano come parte del processo di riqualificazione del quartiere. È sede di numerosi uffici e studi professionali, oltre che della Genova Liguria Film Commission e del centro provinciale per l'impiego; periodicamente vi si tengono inoltre concerti, feste e mostre, fra cui il Chocofantasy nel periodo di ottobre. Conserva la torre, il notevole scalone a sbalzo, numerosi saloni affrescati, la grande corte a nord affacciata sulla strada per l'accesso delle carrozze, e parte dell'antico giardino all'italiana posto verso mare, di fronte alla facciata principale, adibito a parco pubblico.
- Villa Pallavicini Serra, municipio del Comune autonomo di Cornigliano Ligure fino alla sua soppressione nel 1926, quindi sede della circoscrizione comunale di Cornigliano fino agli anni novanta. Restaurata di recente, è attualmente sede del comando di polizia municipale. Conserva il giardino, adibito a parco pubblico (Giardini Luciano Melis) e due salotti con stucchi neoclassici sopravvissuti ai bombardamenti della seconda guerra mondiale.
- Villa Spinola De Ferrari, oggi parte dell'Istituto Calasanzio, costruita nel primo Seicento dall'architetto Bartolomeo Bianco. Sopraelevata di due piani, è stata a lungo residenza dei Padri Scolopi dell'istituto ed è oggi sede di una casa di riposo per anziani.
- Villa Spinola Balbases (già villa Canepa), sede di alcune associazioni sportive e della Filarmonica di Cornigliano. Conserva alcuni affreschi ed il tetto ligneo. È una delle ville più antiche del quartiere, appartenuta al celebre condottiero Ambrogio Spinola.
- Villa Gentile Bickley, restaurata nel 1998 dopo un lungo degrado. Attuale sede della biblioteca civica "Guerrazzi", conserva alcuni saloni affrescati, la cucina settecentesca, la torre ed una piccola parte del giardino, adibito a parco pubblico.
- Villa Adorno Carbone, rimasta un rudere per lungo tempo e recentemente ricostruita nelle sue forme originarie (torre compresa) nell'aspetto esteriore. Internamente invece è frazionata in appartamenti privati. Conserva il giardino, sebbene vi siano stati costruiti alcuni condomini, e l'originario accesso alla Via Aurelia.
- Villa Spinola Muratori, con facciata alessiana tripartita, sopraelevata di due piani e frazionata in appartamenti privati. Conserva tuttora la torre, separata dal palazzo, ancora intatta ma bisognosa di urgenti interventi di restauro.
- Villa Spinola Narisano, opera dell'architetto Giovanni Ponzello, sede del centro civico e di uffici amministrativi del Municipio VI Medio Ponente. Conserva la torre ed alcuni saloni affrescati a metà Cinquecento.
- Il complesso di villa San Giacomo (anche questo acquisito dai Dufour durante il Novecento), comprendendeva due edifici nobiliari attestati su Via San Giacomo Apostolo (Villa Pallavicini Doria Cevasco a mare e Villa Spinola Doria Dufour a monte), oggi inglobati all'interno del Parco Urbano Valletta Rio San Pietro. Entrambe le costruzioni erano in cattivo stato (anche a causa dei danni subiti durante i bombardamenti della II Guerra Mondiale) ed invase dalla vegetazione. Nella primavera del 2024 villa Pallavicini Doria Cevasco, ritenuta ormai irrecuperabile, è stata demolita[13].
- Villa Pallavicini Raggi, frazionata in appartamenti privati.
- Villa Marchese, frazionata in appartamenti privati. Conserva parte dell'originario giardino (attualmente pertinenza condominiale del palazzo)
- Villa Spinola Serra Ricchini, frazionata in appartamenti privati. Conserva parte dell'originario giardino (attualmente pertinenza di un condominio diverso da quello del palazzo), con pregevoli elementi scultorei ed architettonici e un ninfeo settecentesco (bisognoso di restauri, ma ancora ben conservato).
- Il complesso di Villa Spinola Dufour, che si articola in due ville distinte ma contigue (denominate "di levante" e "di ponente"). La villa di levante, già residenza dell'architetto Maurizio Dufour ed attualmente location per cerimonie, ricevimenti e congressi, è stata attentamente restaurata e presenta quasi interamente i caratteri originari, fra cui pavimenti in ardesia e cotto, saloni affrescati, una significativa porzione dell'originario affresco in facciata, la torre e buona parte del parco. La villa di ponente, anch'essa ancora dotata di torre, è sede dell'oratorio parrocchiale della chiesa di S. Giacomo.
- Villa Pavese Dufour, limitrofa alla villa Spinola Dufour di ponente, ex scuola materna ed attuale sede di un centro sanitario-riabilitativo per disabili.
- Villa De Mari Dufour, oggi sede della scuola elementare "Camillo Sbarbaro" e della scuola materna "Villa Dufour". Parte dell'originario giardino è adibito a parco pubblico.
- Villa Raggio degli Erzelli o Villa Vivaldi Pasqua, dimora signorile che ha inglobato l'Abbazia cistercense di S.Andrea (XI secolo). Attualmente ospita laboratori del Consiglio Nazionale delle Ricerche. Conserva la torre, buona parte del parco ed il casino di caccia sulla sommità della collina.
- Villa Crollalanza Asplanati, sulla sommità della collina di Coronata, palazzo cinquecentesco con pertinenze di carattere coltivo ancora ben conservate. È caratterizzata da una corte interna e da un'imponente torre difensiva.

Foto di Paolo Monti, 1963
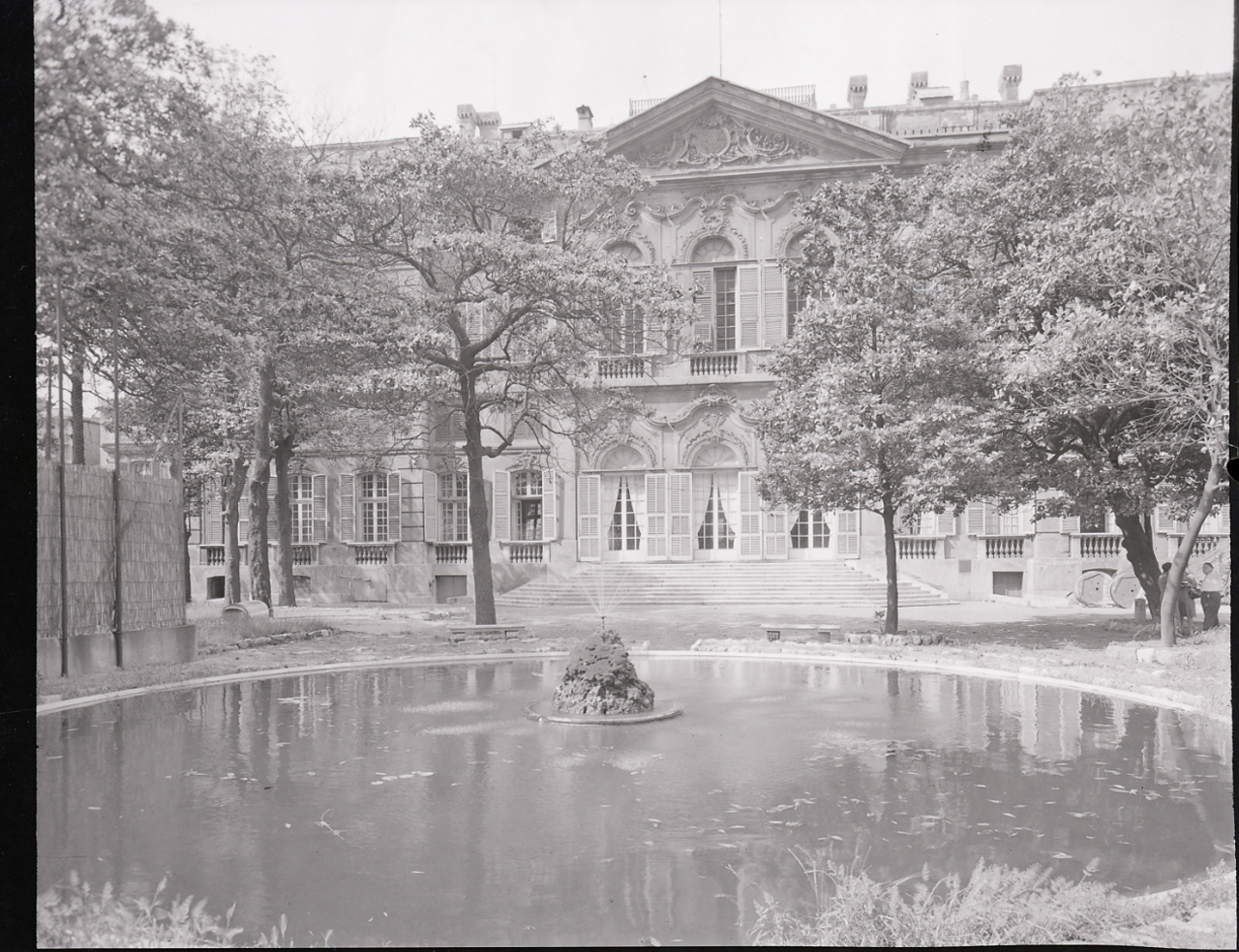
Villa Durazzo Bombrini, giardino verso mare
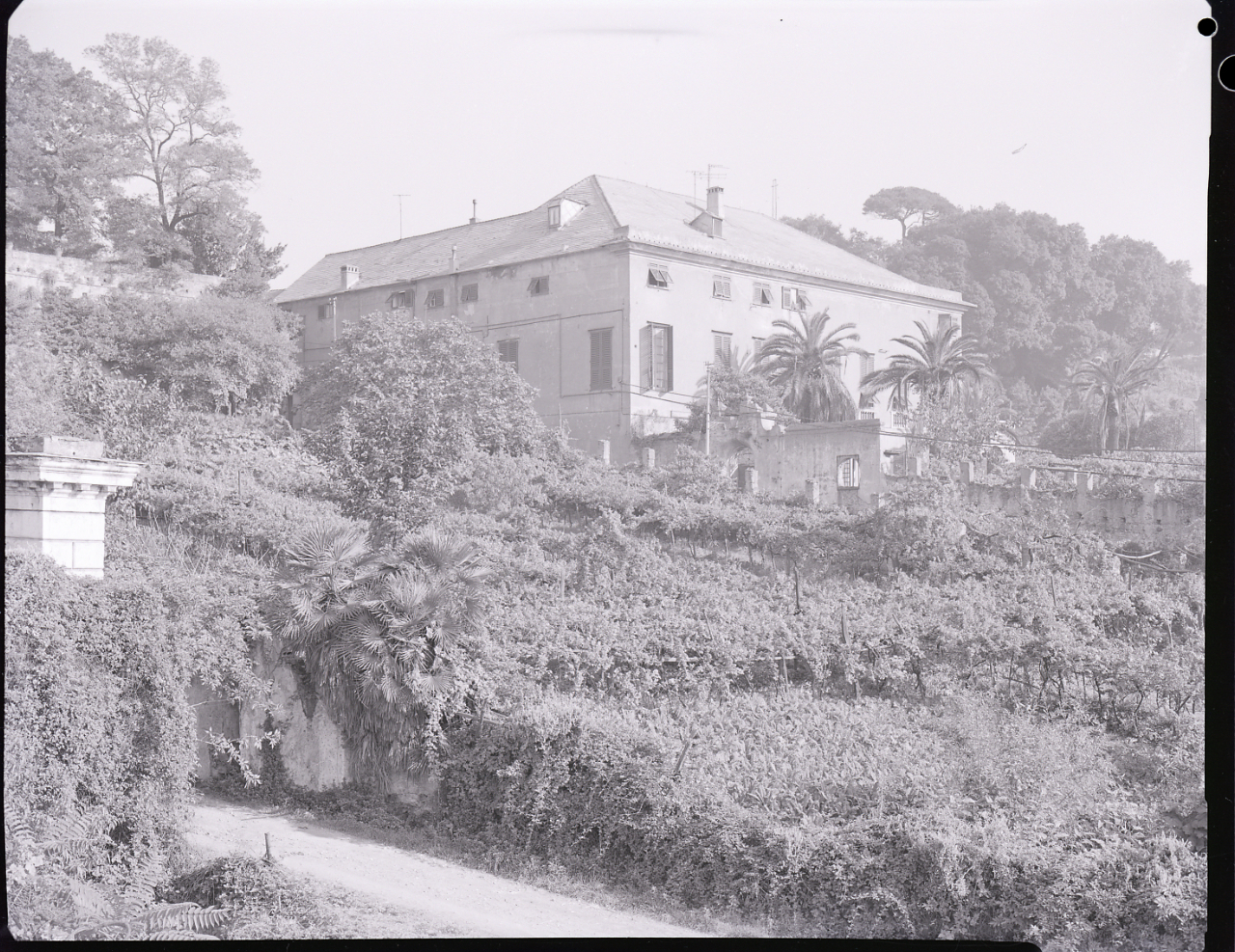
Villa Spinola Doria Dufour
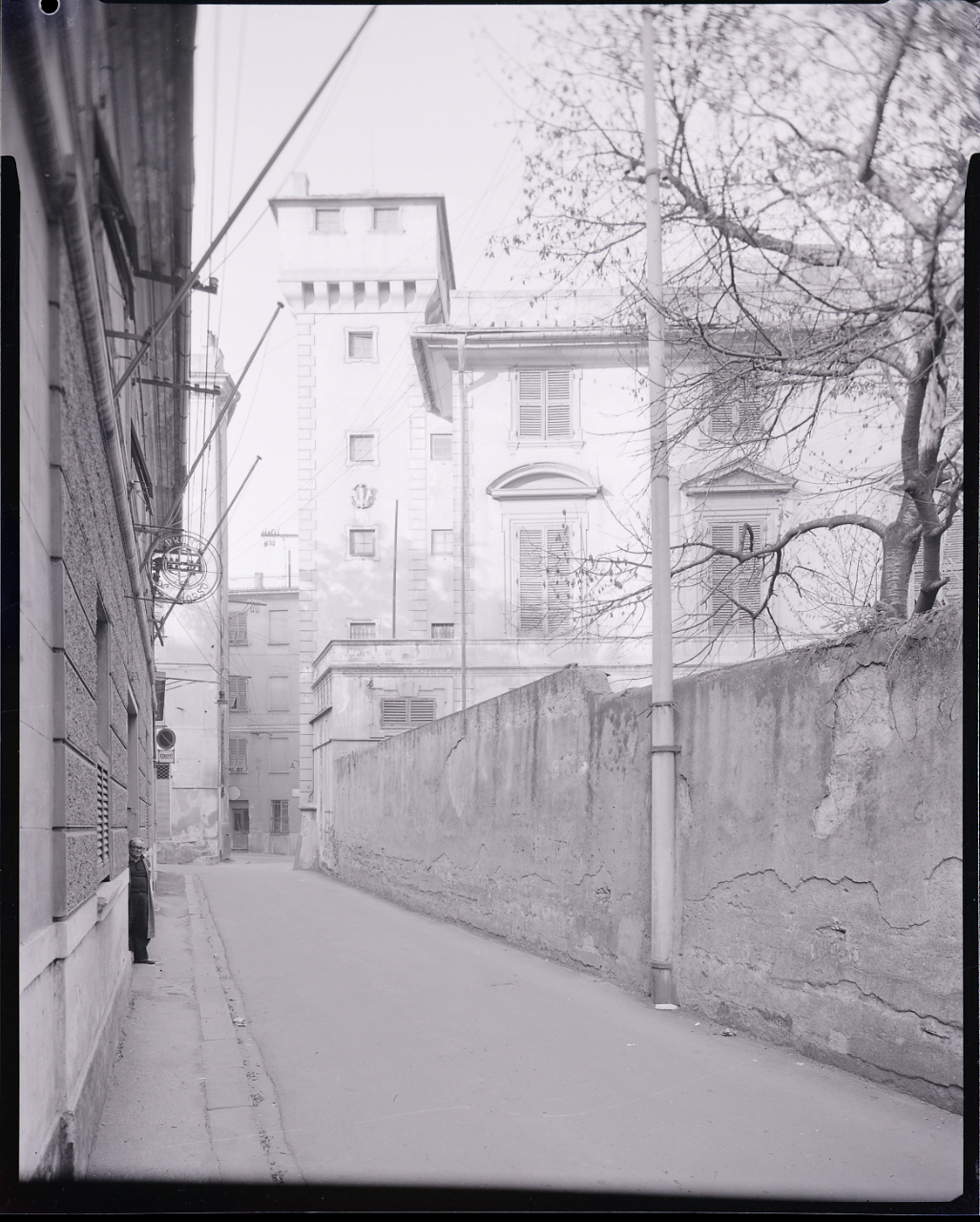
Villa Gentile Bickley
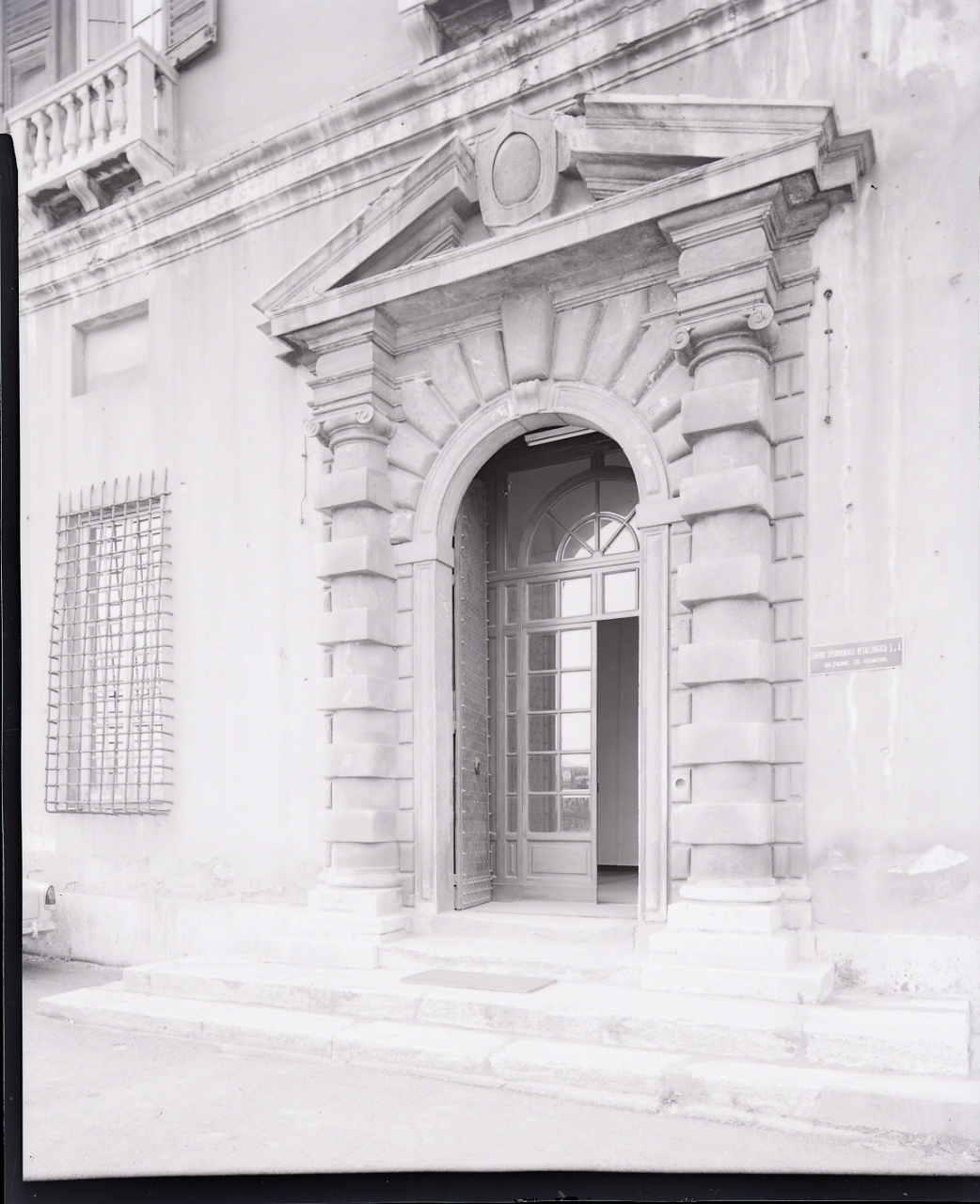
Villa Imperiale Casanova, portale d'ingresso
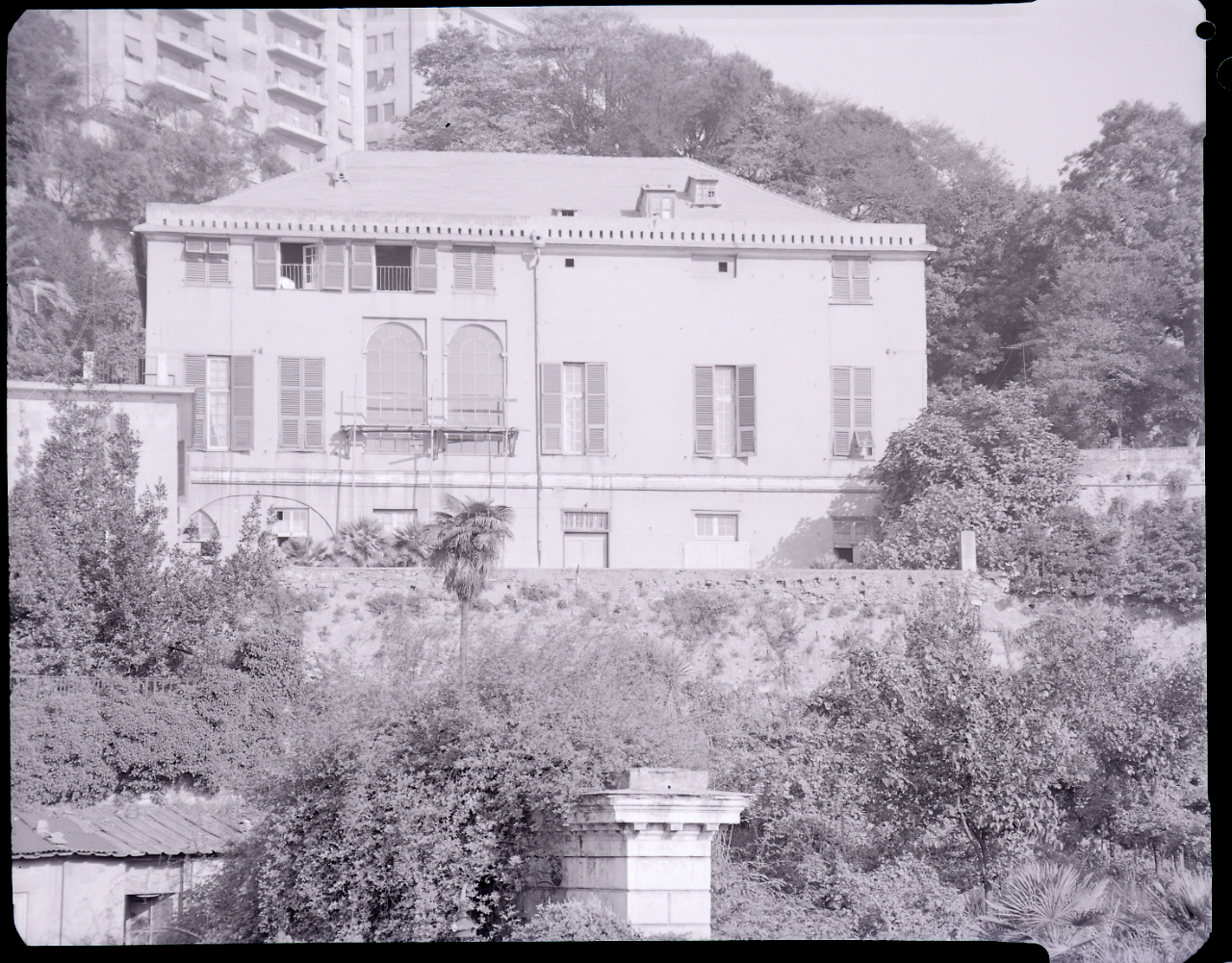
Villa Marchese
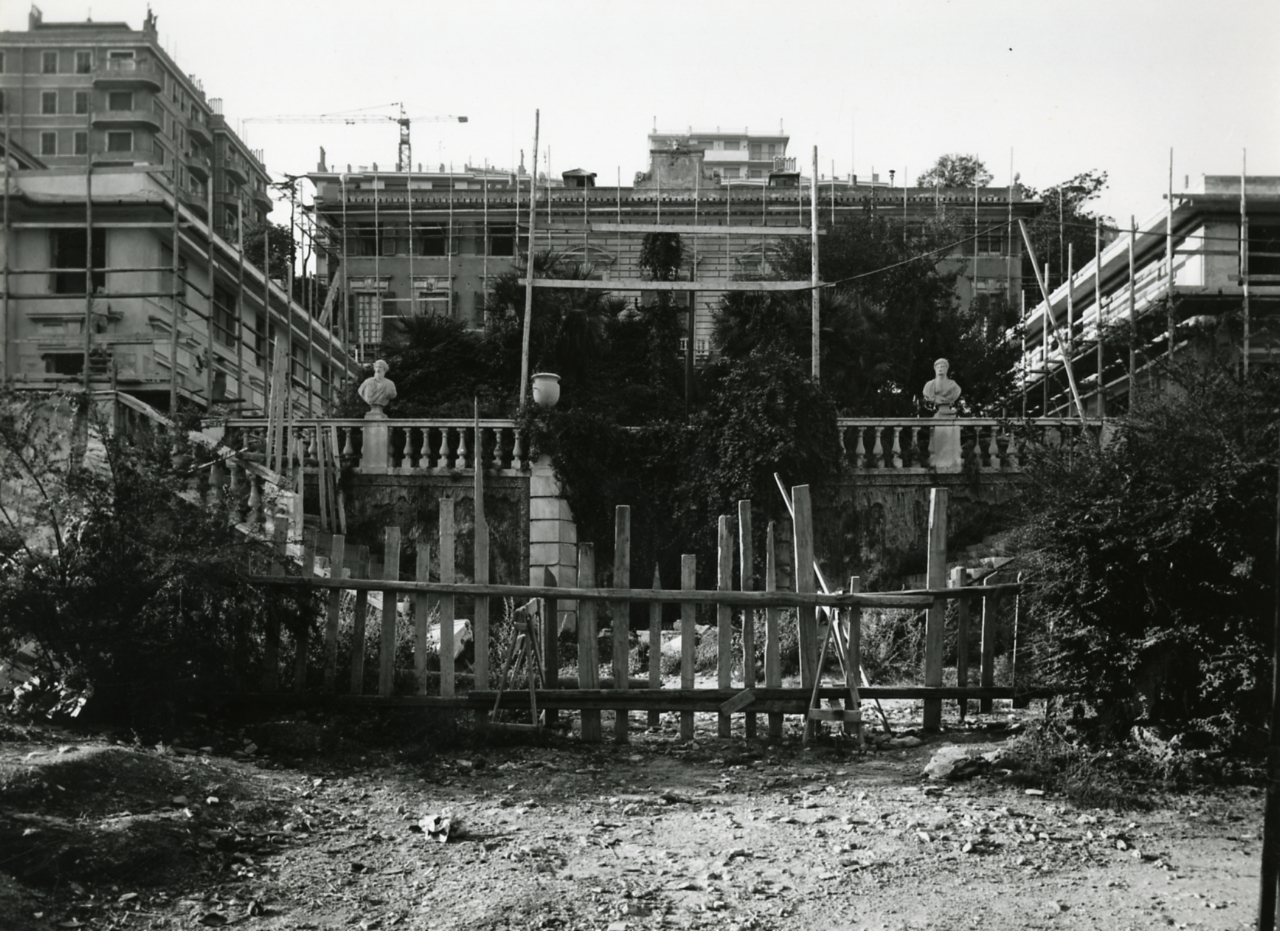
Villa Spinola Serra Ricchini
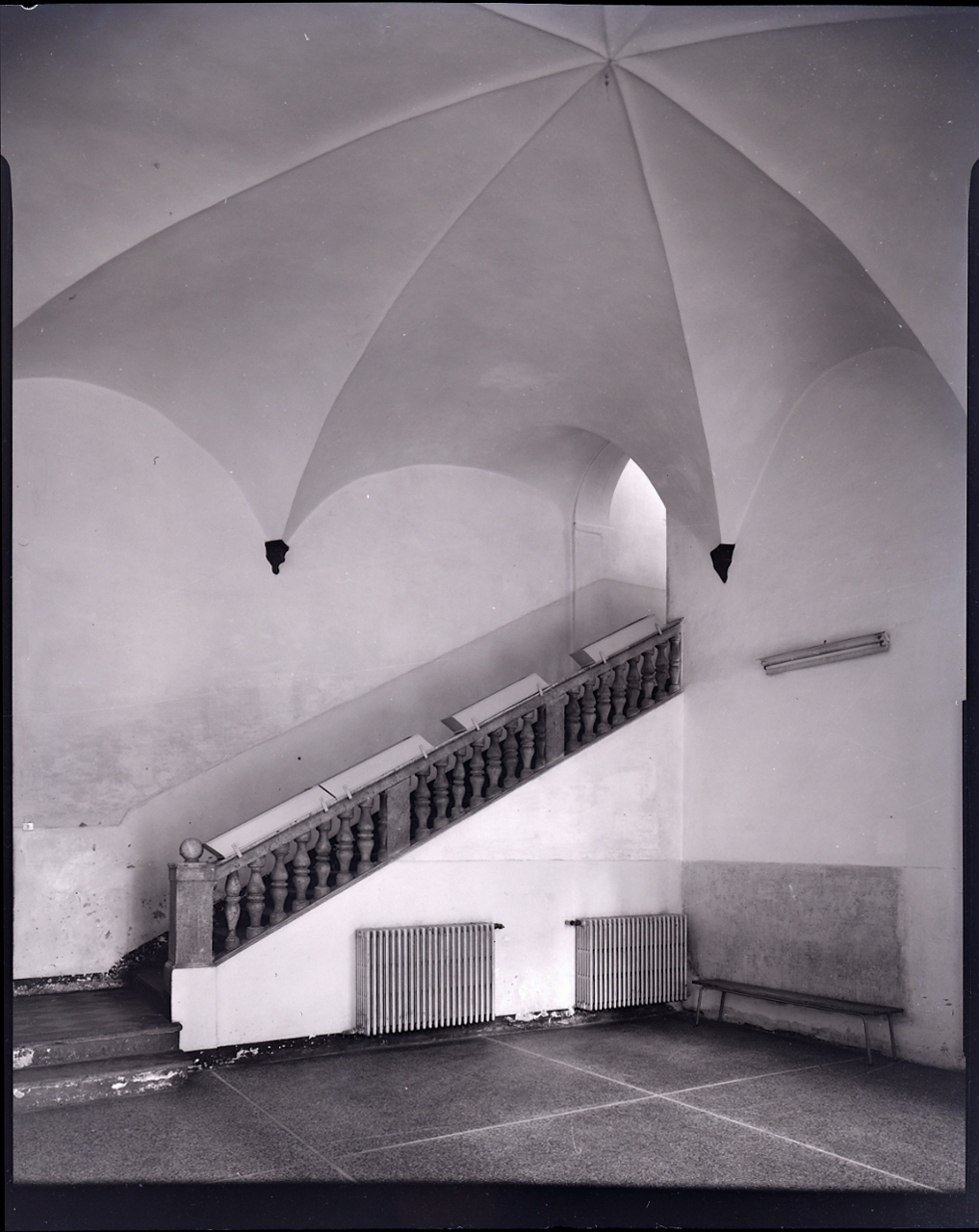
Villa Spinola Balbases, atrio

## Trasporti e vie di comunicazione

### Strade

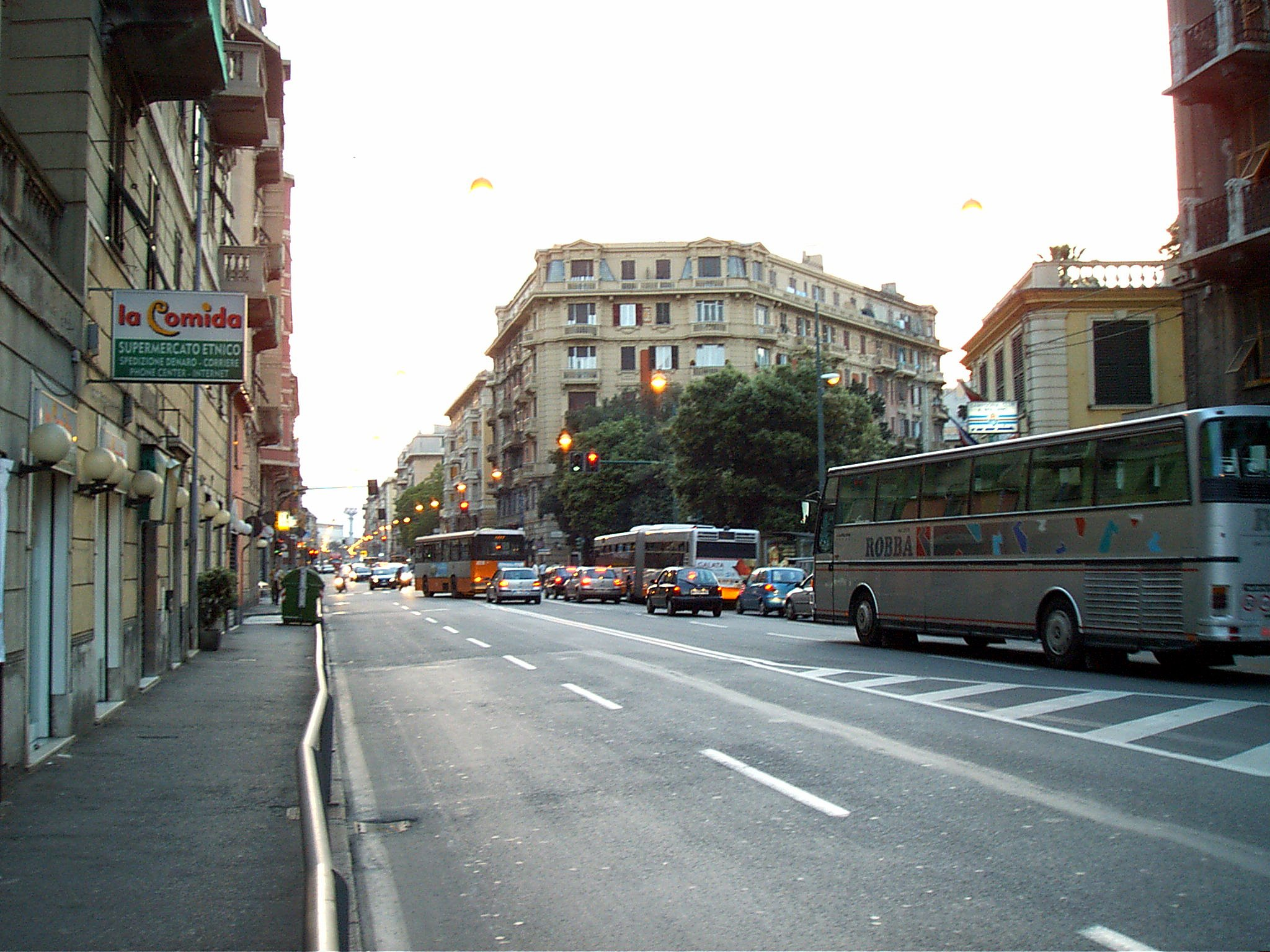
Via Cornigliano prima della riqualificazione

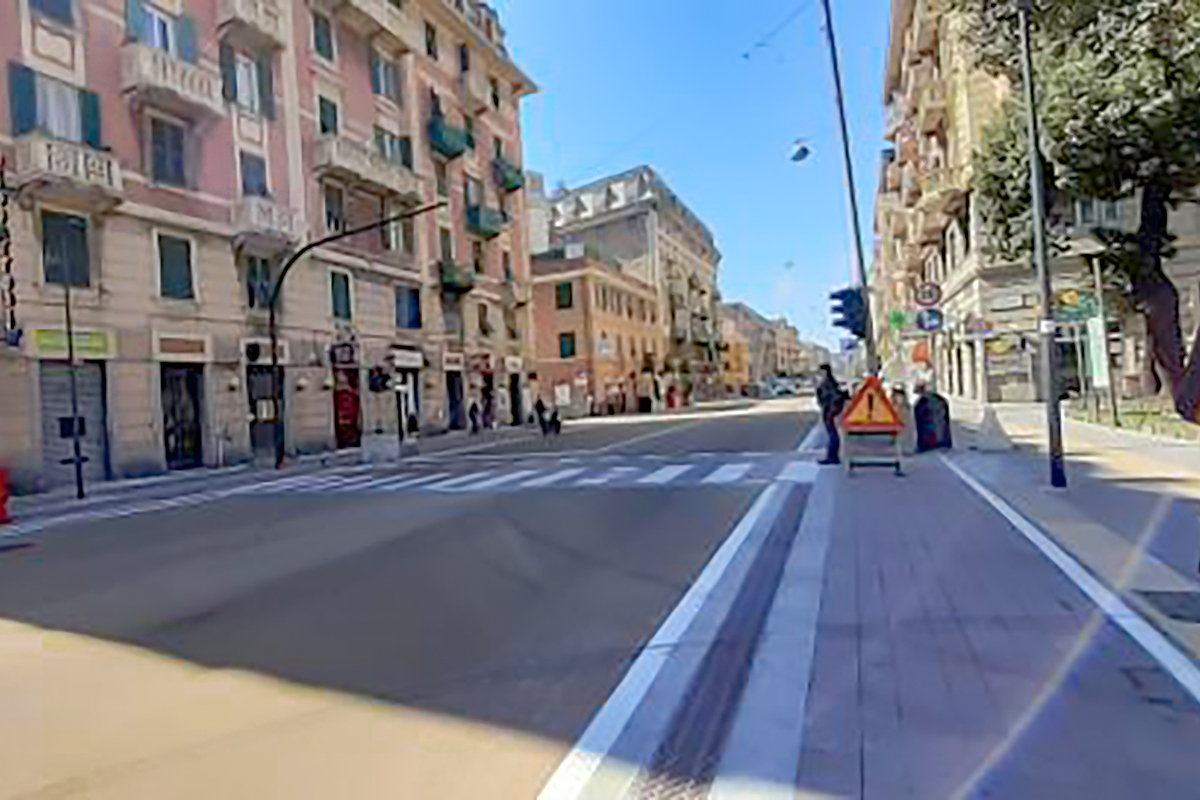
Via Cornigliano dopo la riqualificazione del 2022

Cornigliano è attraversata dalla Strada statale 1 Via Aurelia, che assume nel tratto corniglianese le denominazioni di via A. Siffredi, via Cornigliano e via G. Ansaldo. L'antico tracciato della via Antica Romana è invece ancora ben definito nel tratto di via Tonale, via dei Domenicani, via Cervetto e via Muratori, dove si affacciano numerose ville storiche monumentali.
In particolare, via Cornigliano è la principale arteria del quartiere. Lunga circa 800 metri, congiunge piazza Savio, in cui è situata la stazione di Cornigliano, con piazza Massena, attraverso due file quasi ininterrotte di palazzi, in maggioranza signorili, costruiti per lo più a inizio Novecento. Affacciati su piazze e giardini adiacenti alla via sono anche il commissariato di polizia e villa Domenico Serra, sede municipale dello scomparso comune di Cornigliano Ligure. La strada è stata a lungo l'unica arteria di collegamento est-ovest fra Sampierdarena e Sestri, gravata pertanto oltre che del traffico locale anche di quello di attraversamento, con le relative difficili condizioni legate all'inquinamento acustico e atmosferico. Nel 2015, con l'apertura della strada a mare, via Guido Rossa, via Cornigliano è stata sgravata del traffico pesante di attraversamento. La completa riqualificazione dell'arteria si è avuta a partire dal marzo 2022, con la riduzione del numero di corsie, l'allargamento dell'area pedonale, l'inserimento di una pista ciclabile, l'incremento del verde e l'istituzione di divieti di traffico ai mezzi pesanti. La strada è attraversata in entrambi i sensi dal trasporto pubblico urbano AMT che collega Cornigliano con il centro della città, coi quartieri di ponente, con le zone del quartiere e il polo di Erzelli. Inoltre è presente, presso i Giardini Melis, la fermata degli autobus provinciali, affidati dal 1º gennaio 2021 ad AMT. che garantisce collegamenti diretti verso Valle Stura e alta Valle Orba.
La strada urbana di scorrimento intitolata a Guido Rossa, inaugurata il 7 febbraio 2015, è lunga circa un chilometro e mezzo, scorre parallelamente alla linea ferroviaria con un tracciato quasi interamente sopraelevato, e collega il porto di Genova e l'area della Fiumara di Sampierdarena con l'estremità opposta di via Cornigliano, l'Aeroporto di Genova-Sestri e il casello autostradale di Genova Aeroporto. La strada dispone di tre corsie per senso di marcia e una pista ciclabile. È presente uno svincolo intermedio situato all'altezza di via San Giovanni d'Acri, in cui sorgerà nel 2024/2025 la nuova stazione ferroviaria.
Dall'Aurelia, lungo le due sponde del Polcevera, si diparte la viabilità di scorrimento che permette di collegare l'insediamento costiero con i quartieri della Valpolcevera. In particolare sulla riva corniglianese scorre la carreggiata con direzione nord-sud composta da Via Benedetti e Via Greto di Cornigliano. Le due carreggiate, più a nord, si agganciano con la strada provinciale 35 dei Giovi che collega Genova con l'oltreappennino e quindi con Milano. Alternativa alla viabilità di scorrimento veloce per il collegamento con Campi e la Valpolcevera è lo storico Corso Perrone, costruito a inizio Novecento, su cui transitano le linee AMT dirette a Pontedecimo.
A monte dell'abitato, per un ampio tratto in galleria, scorre l'Autostrada A10, Genova - Ventimiglia. Cornigliano è servita dallo svincolo di Genova Aeroporto, direttamente connesso con la strada di scorrimento Guido Rossa.
Cornigliano è anche collegata direttamente con l'aeroporto Cristoforo Colombo di Genova per mezzo di un viadotto dal casello autostradale e dalla nuova via della Superba, a mare. Il collegamento tramite trasporto pubblico con l'aeroporto è assicurato anche dal trasporto pubblico urbano AMT Volabus.

### Linee ferroviarie

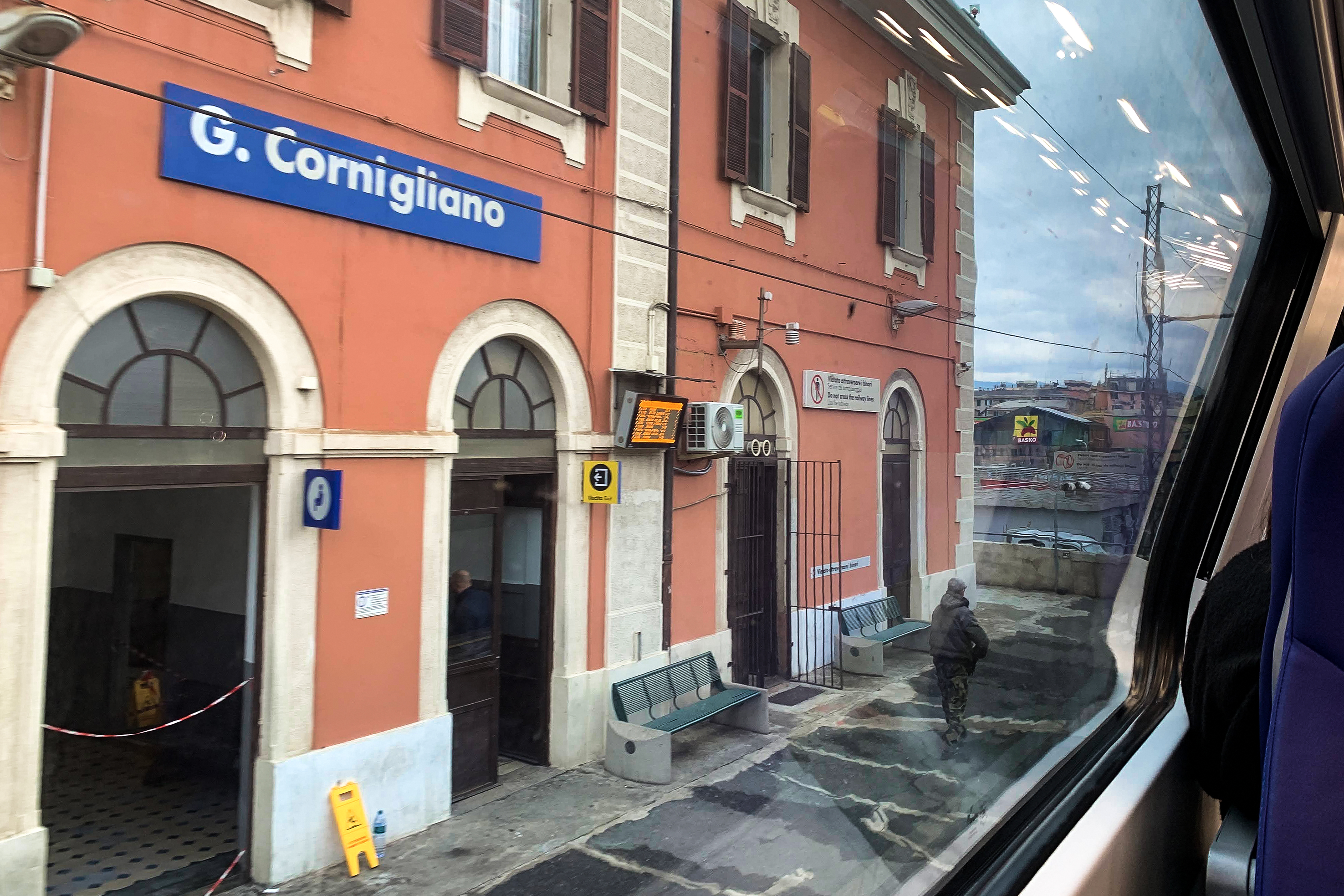
La stazione di Genova Cornigliano, dal treno

Cornigliano è attraversata dalla linea ferroviaria Genova - Savona - Ventimiglia ed è servita da una stazione il cui edificio è stato ristrutturato nel 2007.
I piani per il rifacimento del nodo ferroviario di Genova hanno previsto la dismissione della stazione e la creazione di due nuove fermate, la prima nei pressi di via San Giovanni d'Acri, e la seconda, successiva, a servizio diretto dell'aeroporto e del campus Erzelli.
Di fronte alla stazione è posizionata una fermata del Volabus, l'autobus destinato da AMT al collegamento veloce tra il centro della città e l'aeroporto Cristoforo Colombo. Nelle immediate vicinanze è presente anche la fermata degli autobus urbani.

## Sport

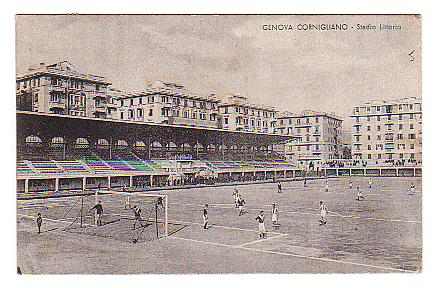
Lo storico Stadio del Littorio.

Un tempo a Cornigliano era presente il secondo stadio cittadino, lo Stadio del Littorio (successivamente ribattezzato Stadio Valerio Bacigalupo), costruito nel 1927, che fu il terreno di gioco delle società sportive Ginnastica Sampierdarenese, La Dominante, Liguria e Corniglianese. Concepito esclusivamente per il gioco del calcio, era un ottimo impianto all'inglese, con una grande tribuna, tetto in legno, vetrate e gradinate con una capienza massima di 15 000 spettatori. Nei mesi estivi vi si tenevano spettacoli operistici. Demolito nel dopoguerra, al suo posto è stata edificata una rimessa per gli autobus (di cui è prevista peraltro a sua volta la demolizione).
La storica squadra di calcio locale è la "A.S.D. Corniglianese 1919" che milita nel campionato di Eccellenza. Vanta un glorioso passato, partecipò a diversi campionati professionistici (II divisione, serie B dell'epoca, nel 1926), oltre ad alcuni campionati di serie C (ultima apparizione nella stagione 1947-48). Fu protagonista di alcune fusioni tra più società, antenate dell'attuale U.C. Sampdoria. La prima fusione nel 1927 con Andrea Doria, Sampierdarenese e Corniglianese diede vita all'effimera "La Dominante", che si rivelò un fallimento. La seconda fusione fu nel 1930 con Sampierdarenese, Rivarolese e Corniglianese e diede vita al "Liguria" che retrocesse in I divisione già nel 1931.